# Wybory parlamentarne w Polsce w 2023 roku

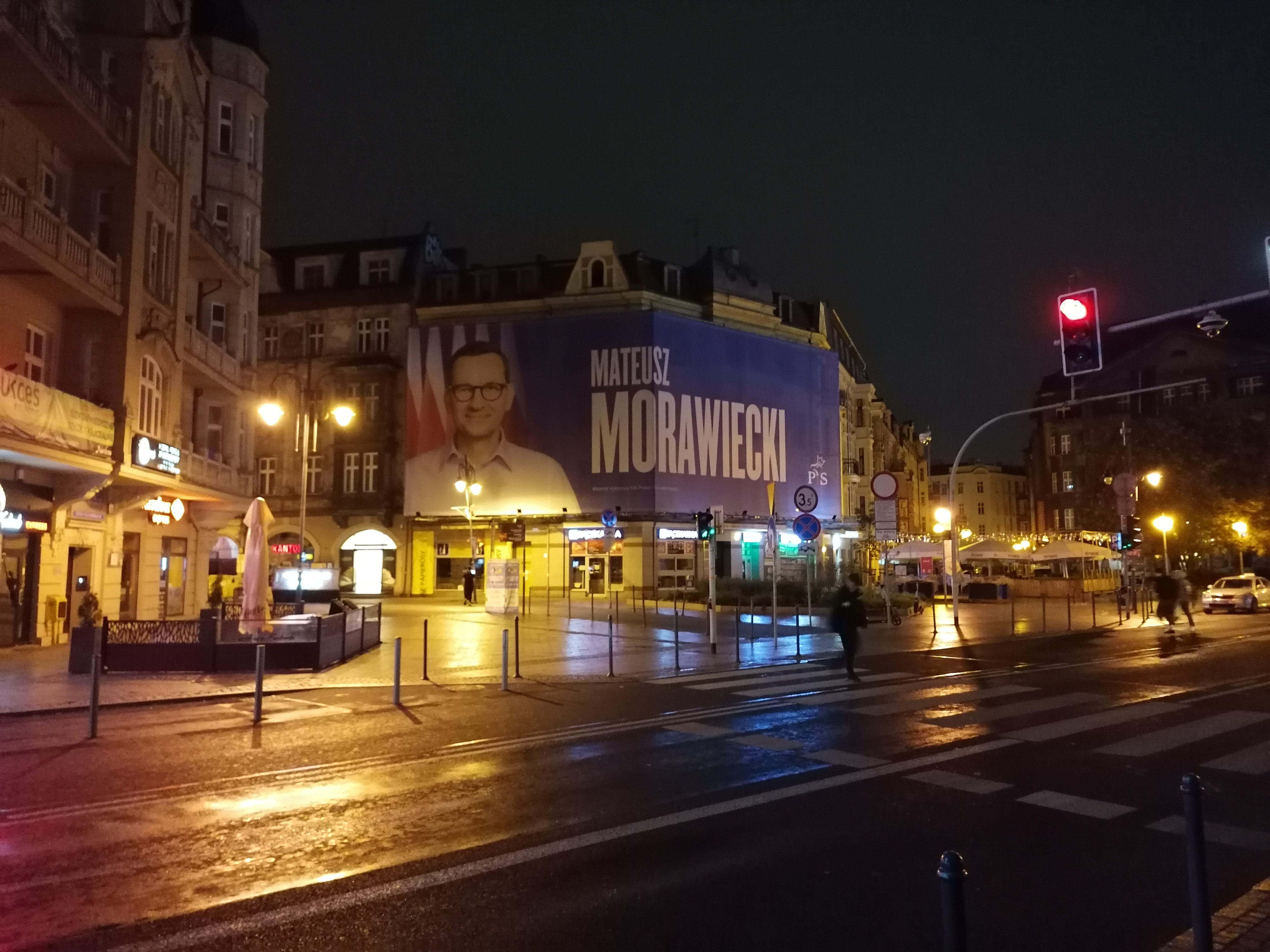
Baner Mateusza Morawieckiego na fasadzie kamienicy przy ul. Chopina 2 w Katowicach

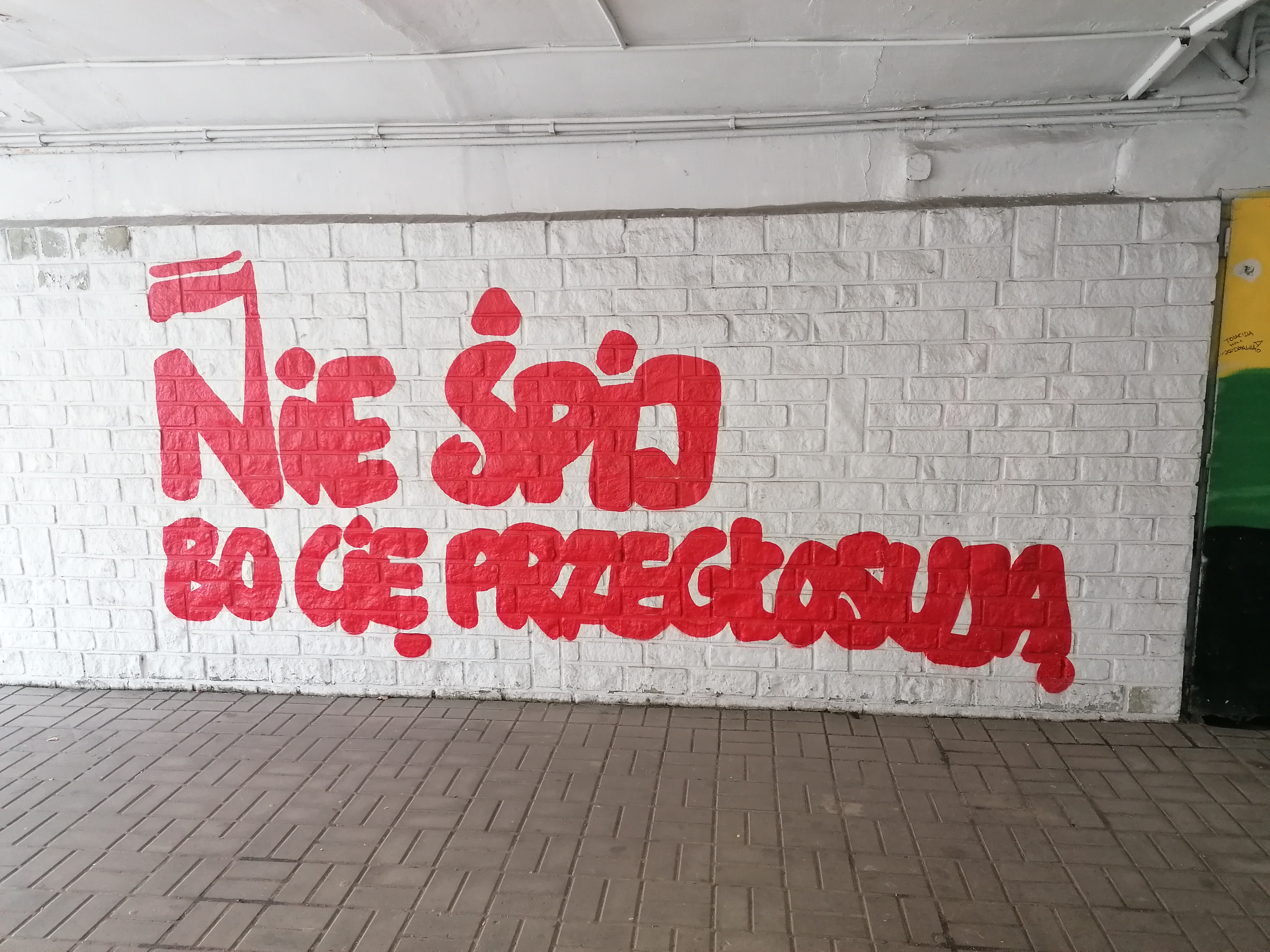
Mural z czasu wyborów w Katowicach

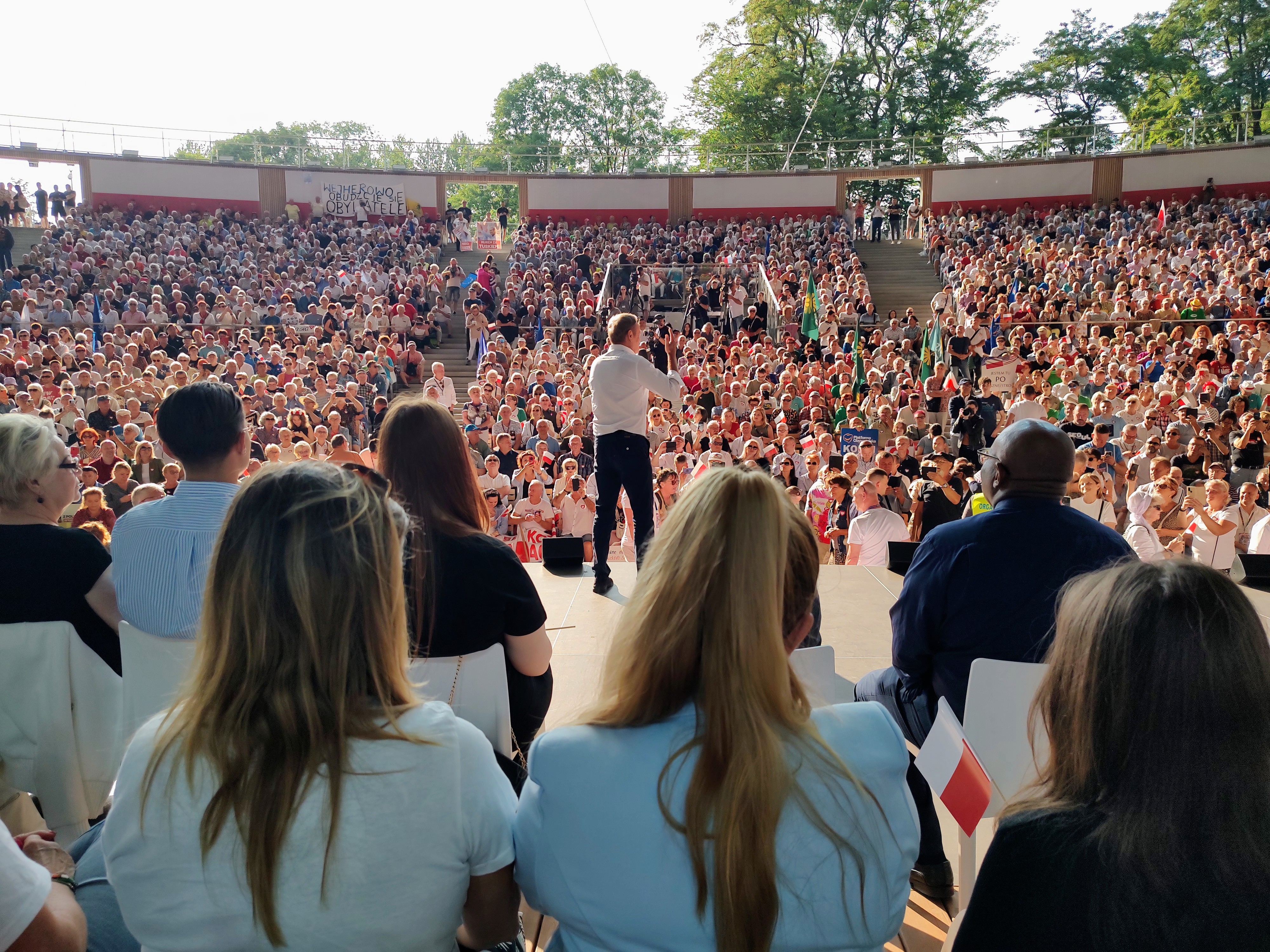
Donald Tusk na spotkaniu z wyborcami w Koszalinie

Wybory parlamentarne w Polsce w 2023 roku – proces wyborczy, mający na celu wyłonienie nowych członków parlamentu Rzeczpospolitej Polskiej w liczbie 460 posłów oraz 100 senatorów, na drodze ogólnopolskiego głosowania, zarządzonego na 15 października przez prezydenta Andrzeja Dudę, podpisanego 8 sierpnia tegoż roku.
Frekwencja w wyborach wyniosła 74,38%, ustanawiając rekord największej frekwencji wyborczej w całej historii III Rzeczypospolitej. Dotychczasowy rekord frekwencji wynosił 68,23% i miał miejsce w drugiej turze wyborów prezydenckich w 1995. Razem z wyborami do parlamentu odbyło się także referendum ogólnokrajowe, jednak w wyniku niewystarczającej frekwencji wynik tego głosowania nie był wiążący.

## Kalendarz wyborczy

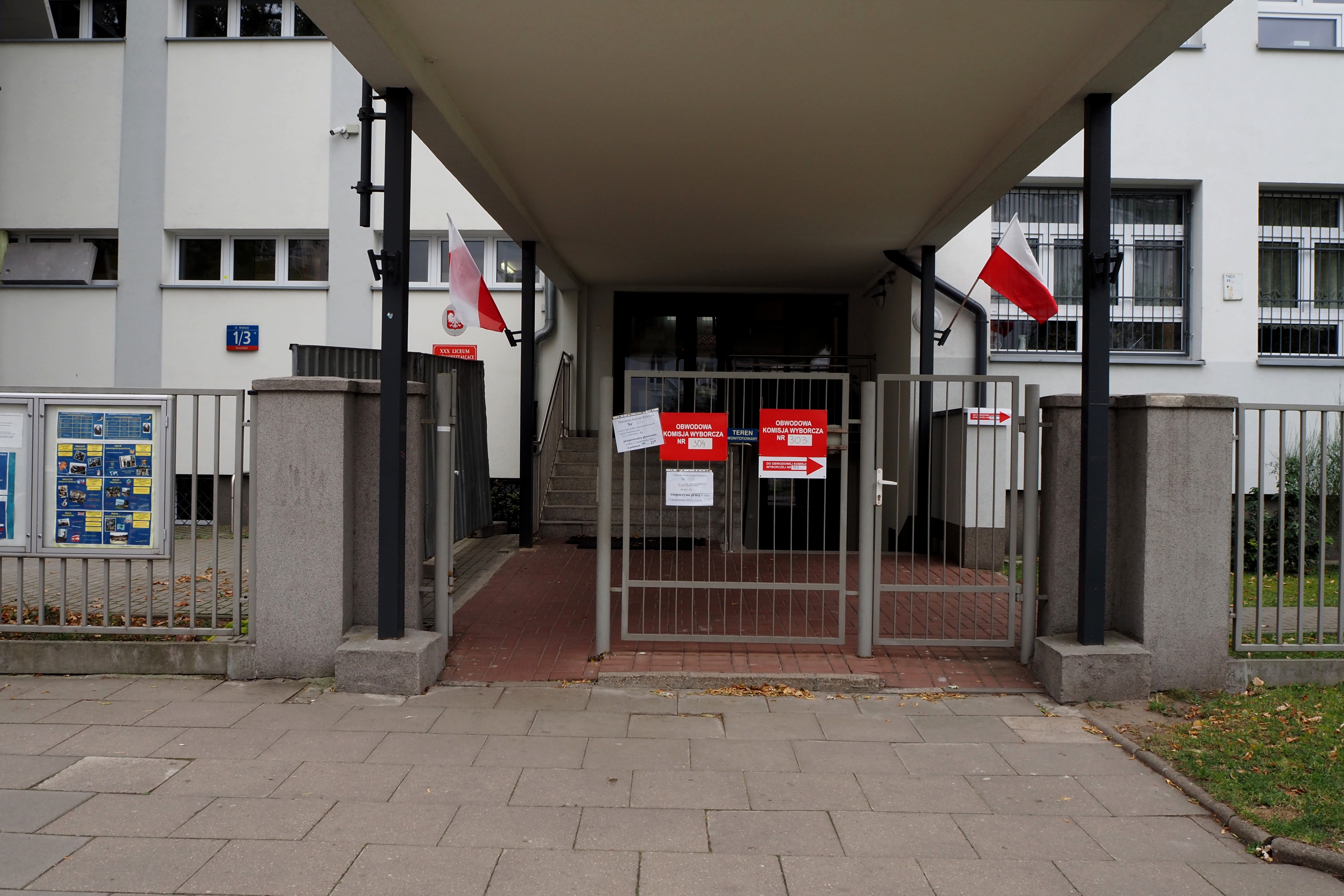
Obwodowa Komisja Wyborcza nr 303 i 304 w Warszawie

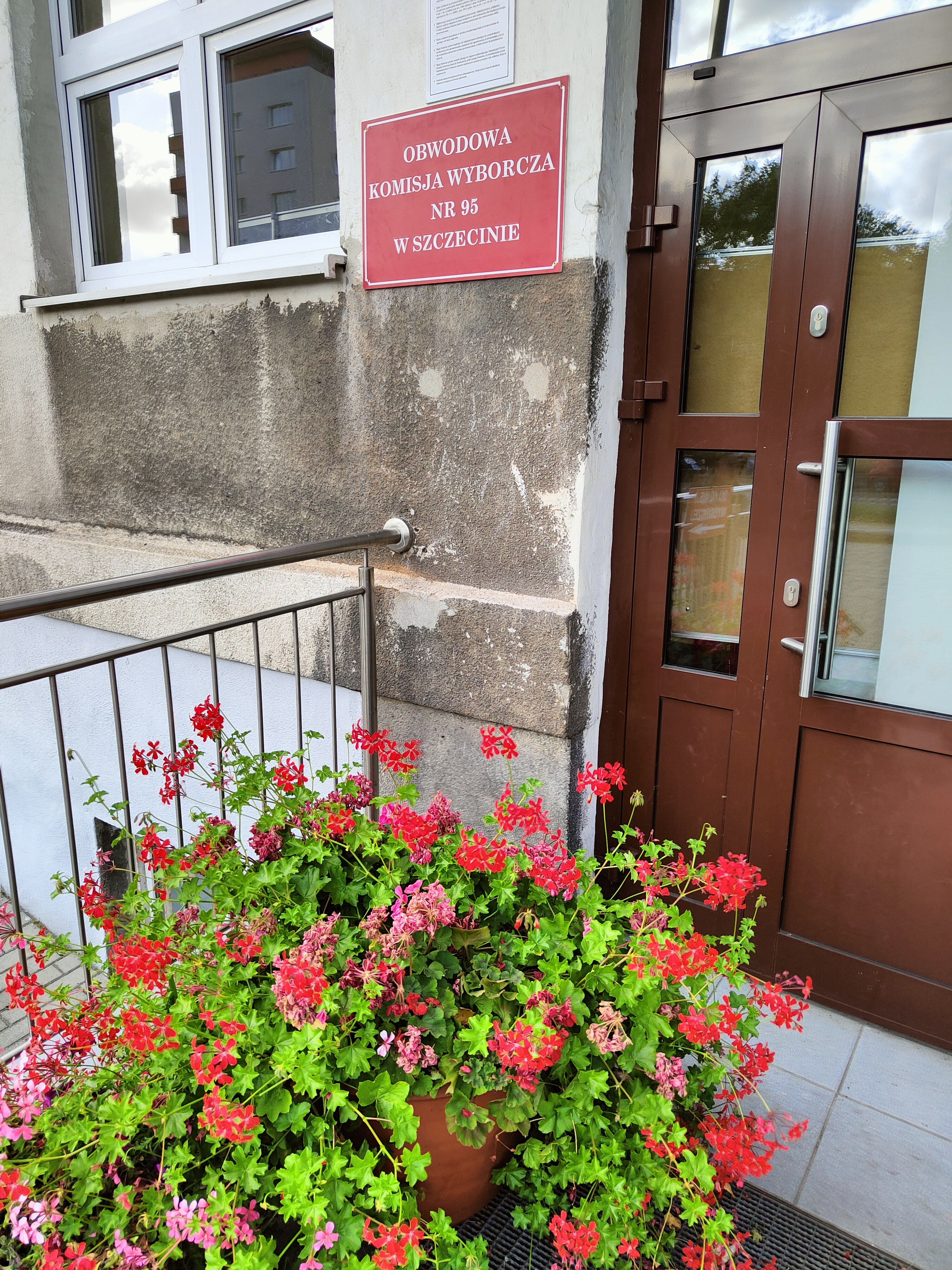
Obwodowa Komisja Wyborcza nr 95 w Szczecinie

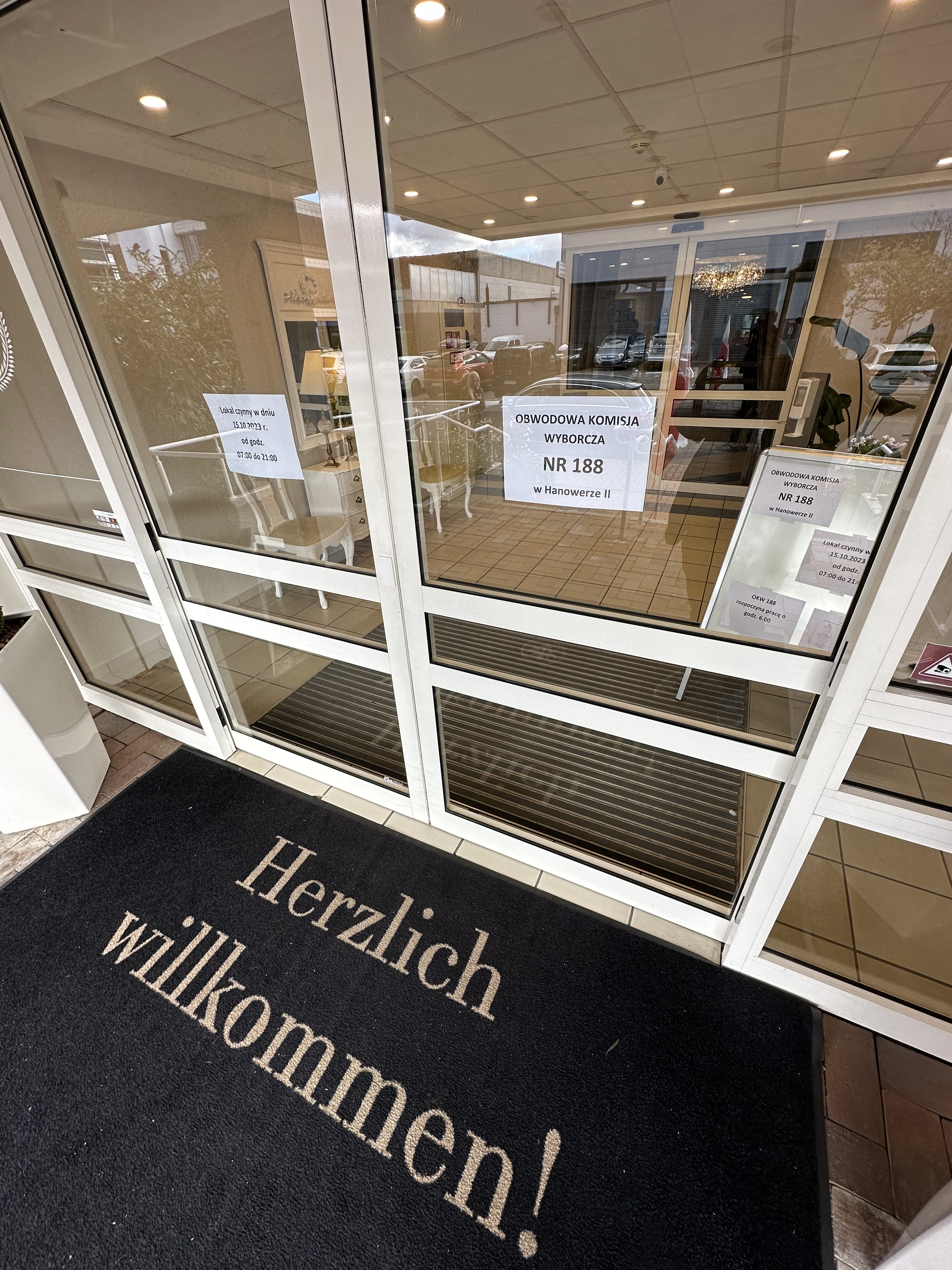
Obwodowa Komisja Wyborcza Hanower II (nr 188) w Laatzen (Niemcy)

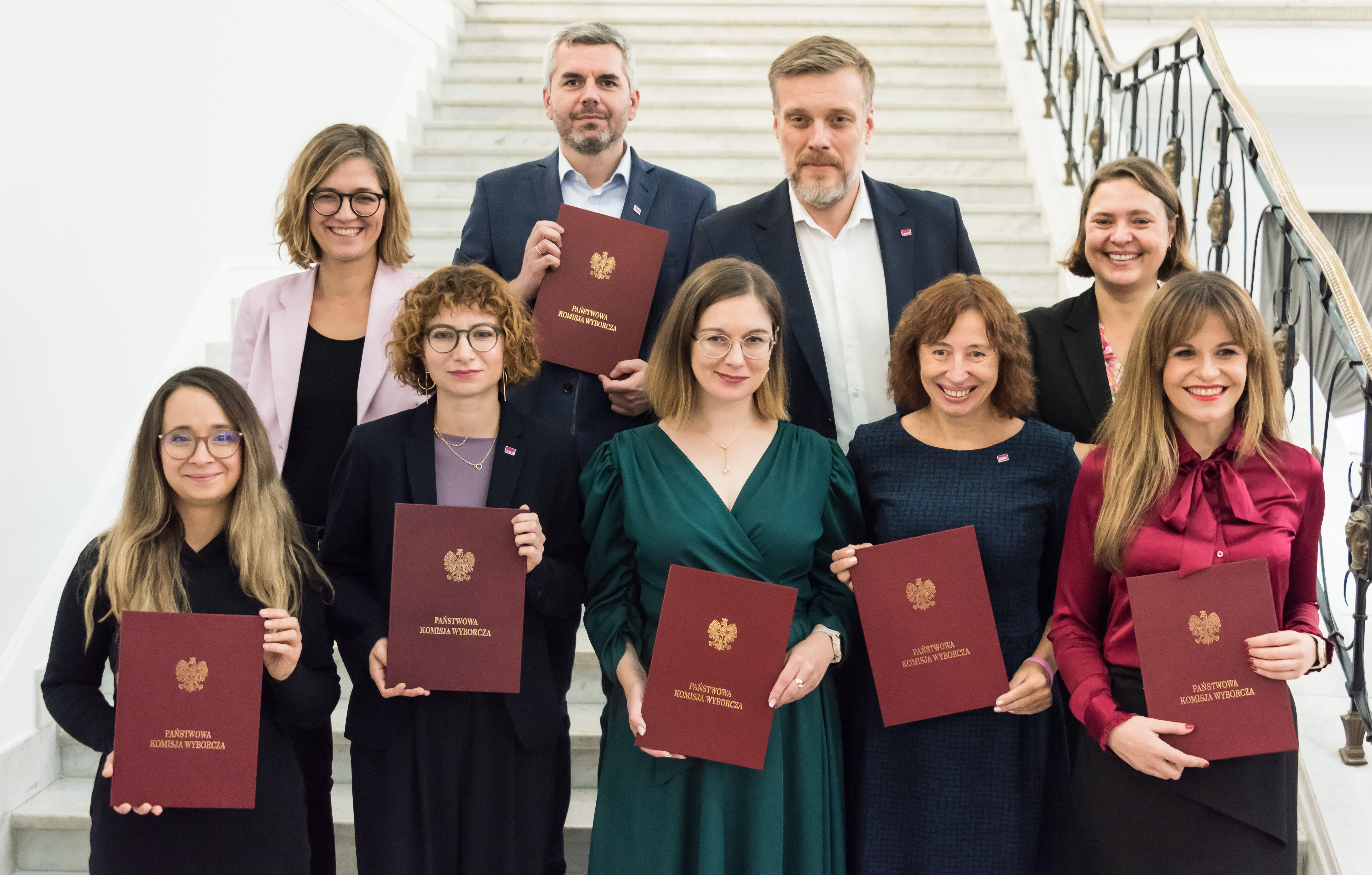
Nowo wybrani parlamentarzyści reprezentujący w parlamencie Lewicę Razem. Od lewej (zgodnie z ruchem wskazówek zegara): Magdalena Biejat, Maciej Konieczny, Adrian Zandberg, Anna Górska, Dorota Olko, Joanna Wicha, Paulina Matysiak, Daria Gosek-Popiołek i Marcelina Zawisza

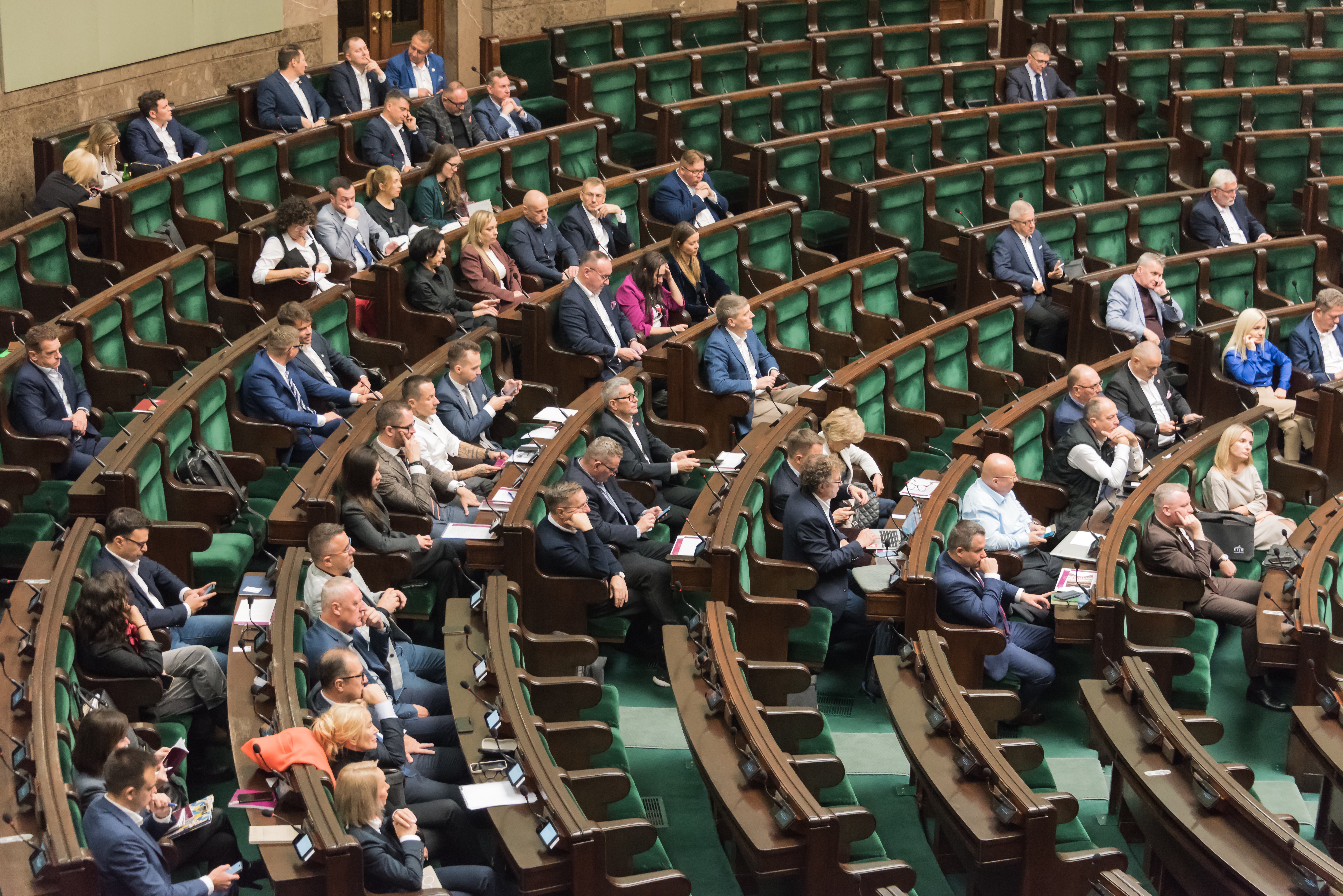
Seminarium dla nowo wybranych posłów X kadencji w Sali Posiedzeń Sejmu, 25 października 2023

Najwcześniejszy możliwy termin przeprowadzenia ogólnopolskiego głosowania w 2023 roku przypadał na dzień 15 października, zaś najpóźniejszą datą możliwą do wyboru był dzień 11 listopada. W oparciu o interpretację artykułu 194. Kodeksu wyborczego, prezydent dokonał wyboru najwcześniejszego z możliwych terminów. Kalendarz wyborczy, ustanowiony przez prezydenta RP, wyglądał następująco:
- do 28 sierpnia
  - złożenie zawiadomień o utworzeniu komitetów wyborczych
  - powołanie okręgowych komisji wyborczych
- od 1 września do 12 października
  - Składanie przez wyborców wniosków o:
    - wydanie zaświadczenia o prawie do głosowania w miejscu pobytu w dniu wyborów,
    - zmianę miejsca głosowania.

  - składanie przez żołnierzy pełniących zasadniczą służbę wojskową albo odbywających ćwiczenia wojskowe, a także ratowników odbywających zasadniczą służbę w obronie cywilnej poza miejscem stałego zamieszkania oraz policjantów z jednostek skoszarowanych, funkcjonariuszy Służby Ochrony Państwa, Straży Granicznej, Państwowej Straży Pożarnej oraz Służby Więziennej pełniących służbę w systemie skoszarowanym wniosków o zmianę miejsca głosowania
- do 6 września
  - zgłoszenie list kandydatów na posłów i kandydatur na senatorów
- do 11 września
  - utworzenie obwodów głosowania w zakładach leczniczych, domach pomocy społecznej, zakładach karnych i aresztach śledczych oraz oddziałach zewnętrznych takich zakładów i aresztów, domach studenckich i zespołach tych domów, a także ustalenie ich granic, siedzib i numerów.
- do 15 września
  - podanie do publicznej wiadomości informacji o numerach i granicach obwodów głosowania oraz o siedzibach obwodowych komisji wyborczych, w tym o lokalach przystosowanych do potrzeb osób niepełnosprawnych, a także o możliwości głosowania korespondencyjnego i głosowania przez pełnomocnika,
  - zgłaszanie przez kapitanów statków wniosków o utworzenie obwodów głosowania na polskich statkach morskich,
  - zgłaszanie kandydatów na członków komisji wyborczych przez pełnomocników komitetów wyborczych
- do 25 września
  - powołanie obwodowych komisji wyborczych,
  - podanie do publicznej wiadomości informacji o numerach i granicach obwodów głosowania utworzonych za granicą oraz o siedzibach obwodowych komisji wyborczych,
- od 30 września do 13 października
  - nieodpłatne rozpowszechnianie w programach publicznych nadawców radiowych i telewizyjnych audycji wyborczych przygotowanych przez komitety wyborcze
- do 2 października
  - zgłaszanie zamiaru głosowania korespondencyjnego przez wyborców niepełnosprawnych, w tym za pomocą nakładek na karty do głosowania sporządzanych w alfabecie Braille’a, oraz przez wyborców, którzy najpóźniej w dniu głosowania kończą 60 lat,
  - zgłaszanie zamiaru skorzystania z prawa do bezpłatnego transportu do lokalu wyborczego lub bezpłatnego transportu powrotnego przez wyborców niepełnosprawnych oraz przez wyborców, którzy najpóźniej w dniu głosowania kończą 60 lat, w gminie, w której w dniu wyborów nie funkcjonuje gminny przewóz pasażerów,
- do 5 października
  - podanie przez okręgowe komisje wyborcze, w formie obwieszczenia, informacji o zarejestrowanych kandydatach na posłów oraz zarejestrowanych kandydatach na senatorów,
  - podanie do publicznej wiadomości w gminach wiejskich lub miejsko-wiejskich bezpłatnego gminnego przewozu pasażerskiego w dniu wyborów, o którym mowa w art. 37f § 1 Kodeksu wyborczego
- do 6 października
  - składanie wniosków o sporządzenie aktu pełnomocnictwa do głosowania przez wyborców niepełnosprawnych oraz przez wyborców, którzy najpóźniej w dniu głosowania kończą 60 lat
- do 10 października
  - składanie przez komitety wyborcze wyborców zrzeszonych w zarejestrowanych organizacjach mniejszości narodowych oświadczeń do Państwowej Komisji Wyborczej o korzystaniu ich list kandydatów na posłów ze zwolnienia z warunku określonego w art. 196 § 1 Kodeksu wyborczego, tj. obowiązku przekroczeniu progu wyborczego.
  - składanie przez wyborców przebywających za granicą wniosków o ujęcie ich w spisie wyborców w obwodach głosowania utworzonych za granicą,
  - składanie przez wyborców przebywających na polskich statkach morskich wniosków o ujęcie ich w spisach wyborców w obwodach głosowania utworzonych na tych statkach
- do 12 października
  - poinformowanie wyborców niepełnosprawnych oraz wyborców, którzy najpóźniej w dniu głosowania kończą 60 lat, którzy zgłosili zamiar skorzystania z prawa do transportu do lokalu wyborczego, o godzinie transportu w dniu głosowania
- 13 października (godz. 24:00) – zakończenie kampanii wyborczej i rozpoczęcie ciszy wyborczej, która potrwa do zakończenia głosowania we wszystkich obwodach w Polsce
- 14 października – przekazanie przewodniczącym obwodowych komisji wyborczych spisów wyborców
- 15 października 2023 – głosowanie w godz. 7:00–21:00

## Sytuacja na scenie politycznej przed wyborami
Do ogłoszenia wyborów doszło podczas trwających od 2015 koalicyjnych rządów tzw. Zjednoczonej Prawicy. Swój start zapowiedziały wszystkie największe siły polityczne reprezentowane w Sejmie IX kadencji, od pewnego czasu nie będące tylko partiami politycznymi, ale ruchami koalicyjnymi, skupiającymi wokół siebie ponad 20 większych i mniejszych ugrupowań. Główne ruchy polityczne, które podjęły walkę w wyborach to:
- Zjednoczona Prawica, będąca dotychczasową koalicją rządową Prawa i Sprawiedliwości, Suwerennej Polski oraz Partii Republikańskiej (także stowarzyszeń OdNowa RP i Polskie Sprawy), przy wsparciu ugrupowania Kukiz’15[7],
- Koalicja Obywatelska[8], w ramach której współpracę kontynuowały Platforma Obywatelska RP, Nowoczesna, Inicjatywa Polska oraz Zieloni, do których w trakcie kampanii dołączyła Agrounia[9] (partia RS Agrounia Tak nie była jednak formalnym członkiem komitetu koalicyjnego),
- Lewica[10], stanowiąca koalicję Nowej Lewicy, Lewicy Razem, Polskiej Partii Socjalistycznej, Unii Pracy i Socjaldemokracji Polskiej, związana była z nią też Wolność i Równość,
- Trzecia Droga[11], będąca koalicją Polskiego Stronnictwa Ludowego (stanowiącego trzon Koalicji Polskiej z udziałem także Centrum dla Polski, Unii Europejskich Demokratów oraz m.in. stowarzyszenia Młoda Polska) i Polski 2050,
- Konfederacja Wolność i Niepodległość[12], w ramach której startowały Nowa Nadzieja, Ruch Narodowy oraz Konfederacja Korony Polskiej (we współpracy z KKP także Ruch Prawdziwa Europa).

W wyborach do Senatu Koalicja Obywatelska, Trzecia Droga i Lewica nawiązały współpracę w ramach tzw. paktu senackiego.

## Rejestracja komitetów wyborczych
W przewidzianym terminie zgłaszania komitetów wyborczych zawnioskowano o rejestrację 94 komitetów, spośród których zarejestrowano 85, na które składały się 2 komitety koalicyjne, 40 partii politycznych oraz 43 komitety wyborcze wyborców.
Do obu izb parlamentu startowało 46 komitetów, trzy tylko do Sejmu, a pozostałe 36 wybierano tylko do Senatu. Siedem z nich, tj. PiS, KO, NL, TD, Konfederacja, Bezpartyjni Samorządowcy oraz Polska Jest Jedna, uzyskały prawo ogólnopolskiej rejestracji kandydatów we wszystkich okręgach wyborczych.

## Wynik wyborów
W wyniku głosowania pięć komitetów wyborczych uzyskało mandaty poselskie. Zwycięski komitet wyborczy Prawo i Sprawiedliwość zdobył 35,38% głosów. Tym samym ta partia, jako pierwsza od 1989 roku, wygrała wybory parlamentarne po raz trzeci z rzędu – jednak w przeciwieństwie do wyborów w 2015 i 2019, jej komitet nie uzyskał większości mandatów, potrzebnych do utworzenia rządu. Do Sejmu dostały się także: Koalicja Obywatelska (30,70%), Trzecia Droga PSL-PL2050 (14,40%), Nowa Lewica (8,61%) oraz Konfederacja WiN (7,16%).
27 listopada 2023, w wyniku wyborów, powstał trzeci rząd premiera Mateusza Morawieckiego, który 11 grudnia 2023 nie uzyskał wotum zaufania w Sejmie (190 głosów za, 266 przeciw). W tym samym dniu KO, TD i Lewica zgłosiły Donalda Tuska (przewodniczącego PO) na stanowisko premiera, a Sejm wybrał go na ten urząd (większością 248 głosów „za” przy 201 głosach „przeciw”). 12 grudnia przedstawił listę kandydatów do swojego gabinetu, a także wygłosił exposé. Tegoż dnia Sejm na jego wniosek dokonał wyboru nowej Rady Ministrów („za” zagłosowało 248 posłów, „przeciw” oddano 201 głosów), a dzień później zaprzysiężony został trzeci rząd Donalda Tuska.

## Komitety wyborcze do Sejmu i Senatu
|  | Nr listy | Komitet wyborczy                                                           | Lider/Liderzy | Lider/Liderzy                              | Hasła wyborcze                | Kandydaci na posłów | Kandydaci na senatorów |
|  | -------- | -------------------------------------------------------------------------- | ------------- | ------------------------------------------ | ----------------------------- | ------------------- | ---------------------- |
|  | 1        | Bezpartyjni Samorządowcy                                                   |               | Tymoteusz Myrda                            | Normalna Polska!              | 903                 | 41                     |
|  | 2        | KKW Trzecia Droga Polska 2050 Szymona Hołowni – Polskie Stronnictwo Ludowe |               | Szymon Hołownia, Władysław Kosiniak-Kamysz | Dość kłótni, do przodu!       | 918                 | 28                     |
|  | 3        | Nowa Lewica                                                                |               | Włodzimierz Czarzasty, Robert Biedroń      | Serce mam po lewej            | 912                 | 14                     |
|  | 4        | Prawo i Sprawiedliwość                                                     |               | Jarosław Kaczyński                         | Bezpieczna Przyszłość Polaków | 919                 | 96                     |
|  | 5        | Konfederacja Wolność i Niepodległość                                       |               | Krzysztof Bosak, Sławomir Mentzen          | Możemy wszystko!              | 914                 | 65                     |
|  | 6        | KKW Koalicja Obywatelska PO .N iPL Zieloni                                 |               | Donald Tusk (główny)                       | Polska w naszych sercach      | 920                 | 49                     |
|  | 7        | Polska Jest Jedna                                                          |               | Rafał Piech                                | Bóg, Rodzina, Ojczyzna        | 579                 | 4                      |

Inne partie startujące z list danych komitetów:
1. ↑  BS: Odpowiedzialność, Dobry Ruch (częściowo), Porozumienie (częściowo), po 1 członku: Bezpartyjni, Wspólnie dla Zdrowia, IV Rzeczpospolita, Platforma Obywatelska, Federacja dla Rzeczypospolitej, PSL, Społeczny Interes (jednocześnie Stabilna Polska).
2. ↑  TD: Centrum dla Polski, Unia Europejskich Demokratów, po 1 członku: Porozumienie, Wolnościowcy.
3. ↑  NL: Lewica Razem, Polska Partia Socjalistyczna, Unia Pracy, Socjaldemokracja Polska, Wolność i Równość.
4. ↑  PiS: Suwerenna Polska, Partia Republikańska, Kukiz15 (w tym 1 członek Federacji dla Rzeczypospolitej).
5. ↑  Konfederacja WiN: Nowa Nadzieja, Ruch Narodowy, Konfederacja Korony Polskiej, Ruch Prawdziwa Europa, po 1 członku: Prawica Rzeczypospolitej, Samoobrona, Porozumienie, Unia Polityki Realnej, Wolnościowcy.
6. ↑  KO: Ruch Społeczny Agrounia TAK, 1 członek Dobrego Ruchu.
7. ↑  PJJ: Po 1 członku – Partia Republikańska, PSL.

|  | Nr listy | Komitet wyborczy             | Lider | Lider | Lider               | Hasła wyborcze           | Kandydaci na posłów | Kandydaci na senatorów |
|  | -------- | ---------------------------- | ----- | ----- | ------------------- | ------------------------ | ------------------- | ---------------------- |
|  | 9        | KWW Ruchu Dobrobytu i Pokoju |       |       | Maciej Maciak       | Woda, gaz, prąd          | 158                 | 3                      |
|  | 10       | Normalny Kraj                |       |       | Wiesław Lewicki     |                          | 61                  | 1                      |
|  | 11       | KWW Mniejszość Niemiecka     |       |       | Ryszard Galla       | Opolskie. Region dialogu | 24                  | 1                      |
|  | 11       | Antypartia                   |       |       | Marek Ciesielczyk   |                          | 16                  | 0                      |
|  | 11       | Ruch Naprawy Polski          |       |       | Romuald Starosielec | Odzyskaj głos!           | 16                  | 3                      |

1. ↑  Z ramienia NK wystartowali także członkowie Frontu i 1 członek Samoobrony Rzeczpospolitej Polskiej.
2. ↑  Jako komitet mniejszości narodowej zwolniony z obowiązku przekraczania progu wyborczego. Z jego list wystartowali członkowie partii Regionalna. Mniejszość z Większością.

W 17 okręgach listy do Sejmu zarejestrował komitet partii Polska Liberalna Strajk Przedsiębiorców, jednak dwa dni przed głosowaniem wycofał się ze startu.
| Komitet wyborczy                                   | Lider                 | Kandydaci na senatorów |
| -------------------------------------------------- | --------------------- | ---------------------- |
| Nowa Demokracja – Tak                              | Marek Materek         | 5                      |
| Zjednoczenie Chrześcijańskich Rodzin               | Bogusław Rogalski     | 5                      |
| Polska 2050                                        | Włodzimierz Zydorczak | 3                      |
| Wolni i Solidarni                                  | Jan Miller            | 3                      |
| Ślonzoki Razem                                     | Leon Swaczyna         | 2                      |
| Zjednoczeni                                        | Wojciech Kornowski    | 2                      |
| Związek Słowiański                                 | Włodzimierz Rynkowski | 2                      |
| KWW Mirosława Piaseckiego Kandydata na Senatora RP | Mirosław Piasecki     | 2                      |
| KWW Porozumienie Obywatelskie                      | Andrzej Dyszewski     | 2                      |
| Komitety z zarejestrowanym jednym kandydatem       |                       | 29                     |

1. ↑  W tym partie: Polska Partia Piratów, Wolnościowcy.

## Obwody głosowania
| Obwody głosowania                                               | Obwody głosowania |
| Typ obwodu                                                      | Liczba obwodów    |
| --------------------------------------------------------------- | ----------------- |
| Stały                                                           | 29 292            |
| Szpital                                                         | 892               |
| Zakład karny                                                    | 82                |
| Areszt śledczy                                                  | 46                |
| Dom pomocy społecznej                                           | 705               |
| Oddział zewnętrzny zakładu karnego i aresztu śledczego          | 41                |
| Obwód głosowania dla obywateli Polski przebywających za granicą | 402               |
| Dom studencki i zespół domów studenckich                        | 15                |
| Razem                                                           | 31 475            |

## Listy wyborcze w poszczególnych okręgach oraz ich liderzy
Poniższe zestawienie zostało opracowane na podstawie danych z serwisu informacyjnego PKW.
| Okręg | Bezpartyjni Samorządowcy | Trzecia Droga             | Nowa Lewica                   | Prawo i Sprawiedliwość       | Konfederacja           | Koalicja Obywatelska     | Polska Jest Jedna               | Ruch Dobrobytu i Pokoju | Normalny Kraj       |
| ----- | ------------------------ | ------------------------- | ----------------------------- | ---------------------------- | ---------------------- | ------------------------ | ------------------------------- | ----------------------- | ------------------- |
| Okręg |                          |                           |                               |                              |                        |                          |                                 |                         |                     |
| 1     | Paweł Kleszcz            | Tadeusz Samborski         | Arkadiusz Sikora              | Elżbieta Witek               | Robert Grzechnik       | Zofia Czernow            | Ewa Solarz                      | –                       | –                   |
| 2     | Bartłomiej Kubicz        | Aleksandra Leo            | Marek Dyduch                  | Marcin Gwóźdź                | Damian Gomółka         | Monika Wielichowska      | Agnieszka Wojnowska             | –                       | –                   |
| 3     | Krzysztof Maj            | Tomasz Zimoch             | Krzysztof Śmiszek             | Mirosława Stachowiak-Różecka | Krzysztof Tuduj        | Alicja Chybicka          | Renata Sołtysiak                | –                       | –                   |
| 4     | Łukasz Pająk             | Norbert Pietrykowski      | Krzysztof Gawkowski           | Paweł Szrot                  | Marcin Sypniewski      | Paweł Olszewski          | Krzysztof Olszewski             | –                       | –                   |
| 5     | Marek Kuszyński          | Zbigniew Sosnowski        | Joanna Scheuring-Wielgus      | Krzysztof Szczucki           | Przemysław Wipler      | Arkadiusz Myrcha         | Izabela Pałgan                  | Patryk Kacprowicz       | –                   |
| 6     | Marek Woch               | Joanna Mucha              | Jacek Czerniak                | Przemysław Czarnek           | Bartłomiej Pejo        | Marta Wcisło             | Olga Wójcik                     | Małgorzata Oniszczuk    | –                   |
| 7     | Dariusz Langa            | Wiesław Różyński          | Sylwia Buźniak                | Mariusz Kamiński             | Witold Tumanowicz      | Krzysztof Grabczuk       | Piotr Czekirda                  | Karolina Haczykowska    | –                   |
| 8     | Jakub Szczepański        | Maja Nowak                | Anita Kucharska-Dziedzic      | Marek Ast                    | Krystian Kamiński      | Elżbieta Polak           | Elżbieta Kuszczyńska            | –                       | –                   |
| 9     | Łukasz Belter            | Ewa Szymanowska           | Tomasz Trela                  | Zbigniew Rau                 | Tomasz Grabarczyk      | Dariusz Joński           | Teresa Adamska                  | –                       | –                   |
| 10    | Dariusz Matyśkiewicz     | Dariusz Klimczak          | Anita Sowińska                | Antoni Macierewicz           | Patryk Marjan          | Bogusław Wołoszański     | Maciej Broniarek                | Janusz Kwaśniewski      | –                   |
| 11    | Arkadiusz Podsiadły      | Paweł Bejda               | Paulina Matysiak              | Joanna Lichocka              | Marek Szewczyk         | Cezary Tomczyk           | Zbigniew Surówka                | Jerzy Jaśniak           | –                   |
| 12    | Agata Wiśniowska         | Paweł Śliz                | Paweł Kobielusz               | Rafał Bochenek               | Bartosz Wilczyński     | Dorota Niedziela         | Mariusz Owsianka                | –                       | –                   |
| 13    | Zbigniew Żyła            | Rafał Komarewicz          | Maciej Gdula                  | Małgorzata Wassermann        | Konrad Berkowicz       | Bartłomiej Sienkiewicz   | Sylwia Kopacz                   | –                       | –                   |
| 14    | Małgorzata Gromala       | Urszula Nowogórska        | Edward Ucherski               | Ryszard Terlecki             | Ryszard Wilk           | Weronika Smarduch        | Rafał Piech                     | –                       | –                   |
| 15    | Piotr Bakun              | Władysław Kosiniak-Kamysz | Jacek Jabłoński               | Anna Pieczarka               | Karol Pęczek           | Urszula Augustyn         | Elżbieta Naleźnik               | –                       | –                   |
| 16    | Paweł Kłobukowski        | Piotr Zgorzelski          | Paulina Piechna-Więckiewicz   | Kamil Bortniczuk             | Paweł Usiądek          | Marcin Kierwiński        | Wiesława Bińkowska-Chuda        | –                       | –                   |
| 17    | Grzegorz Domagała        | Mirosław Maliszewski      | Daniel Oliszewski             | Marek Suski                  | Rafał Foryś            | Joanna Kluzik-Rostkowska | Grzegorz Seweryn                | Tomasz Chuchała         | –                   |
| 18    | Monika Polak             | Marek Sawicki             | Maria Parzychowska-Kurpiewska | Maria Koc                    | Krzysztof Mulawa       | Kamila Gasiuk-Pihowicz   | Iwona Maciejewska               | –                       | Krzysztof Tołwiński |
| 19    | Grzegorz Wysocki         | Michał Kobosko            | Adrian Zandberg               | Piotr Gliński                | Sławomir Mentzen       | Donald Tusk              | Sylwia Pawełczak                | –                       | –                   |
| 20    | Dariusz Kacprzak         | Paweł Zalewski            | Arkadiusz Iwaniak             | Mariusz Błaszczak            | Janusz Korwin-Mikke    | Jan Grabiec              | Jarosław Mirończuk              | –                       | –                   |
| 21    | Maciej Bluj              | Adam Gomoła               | Marcelina Zawisza             | Paweł Kukiz                  | Włodzimierz Skalik     | Tomasz Siemoniak         | Marcin Szkoda                   | –                       | –                   |
| 22    | Paweł Frankiewicz        | Bartosz Romowicz          | Łukasz Rydzik                 | Marek Kuchciński             | Andrzej Zapałowski     | Joanna Frydrych          | –                               | Dorota Burzańska        | –                   |
| 23    | Aleksandra Sopuch        | Adam Dziedzic             | Wiesław Buż                   | Zbigniew Ziobro              | Grzegorz Braun         | Paweł Kowal              | Elżbieta Zawierucha             | –                       | –                   |
| 24    | Piotr Koszarek           | Szymon Hołownia           | Paweł Krutul                  | Jacek Sasin                  | Krzysztof Bosak        | Krzysztof Truskolaski    | Dariusz Maliszewski             | Rafał Zalewski          | –                   |
| 25    | Natalia Kruczek          | Agnieszka Buczyńska       | Katarzyna Kotula              | Kacper Płażyński             | Michał Urbaniak        | Agnieszka Pomaska        | Cristiana Cavalieri-Łukasiewicz | –                       | –                   |
| 26    | Oskar Kida               | Marek Biernacki           | Agnieszka Dziemianowicz-Bąk   | Piotr Müller                 | Stanisław Tyszka       | Barbara Nowacka          | Piotr Klein                     | –                       | –                   |
| 27    | Jan Kanik                | Mirosław Suchoń           | Przemysław Koperski           | Stanisław Szwed              | Bronisław Foltyn       | Mirosława Nykiel         | Piotr Gajda                     | –                       | Bartłomiej Gowin    |
| 28    | Iwona Michalska-Wierusz  | Henryk Kiepura            | Zdzisław Wolski               | Lidia Burzyńska              | Tomasz Stala           | Izabela Leszczyna        | Sebastian Cichoń                | –                       | –                   |
| 29    | Dawid Korbut             | Piotr Strach              | Wanda Nowicka                 | Bożena Borys-Szopa           | Jakub Kalus            | Krystyna Szumilas        | Tomasz Matuszewski              | –                       | –                   |
| 30    | Maciej Urbańczyk         | Łukasz Osmalak            | Piotr Urbańczyk               | Bolesław Piecha              | Roman Fritz            | Krzysztof Gadowski       | Dariusz Walkowski               | –                       | –                   |
| 31    | Krzysztof Zając          | Michał Gramatyka          | Maciej Konieczny              | Mateusz Morawiecki           | Grzegorz Płaczek       | Borys Budka              | Monika Więcek                   | –                       | –                   |
| 32    | Ewa Fendrych             | Kamil Wnuk                | Włodzimierz Czarzasty         | Ewa Malik                    | Jerzy Janoska          | Wojciech Saługa          | Janusz Flasza                   | –                       | –                   |
| 33    | Kamil Suchański          | Czesław Siekierski        | Andrzej Szejna                | Jarosław Kaczyński           | Michał Wawer           | Marzena Okła-Drewnowicz  | Jarosław Dziedziczak            | Lucjan Ziółczyński      | Wiesław Lewicki     |
| 34    | Roman Kozłowski          | Rafał Ryszczuk            | Monika Falej                  | Leonard Krasulski            | Konrad Sajkowski       | Jacek Protas             | Marcin Guliński                 | –                       | Filip Proc          |
| 35    | Łukasz Zakrzewski        | Urszula Pasławska         | Marcin Kulasek                | Janusz Cieszyński            | Piotr Lisiecki         | Janusz Cichoń            | Zbigniew Jaskowski              | –                       | –                   |
| 36    | Grzegorz Kulawinek       | Andrzej Grzyb             | Wiesław Szczepański           | Marlena Maląg                | Andrzej Kuświk         | Jarosław Urbaniak        | Janusz Świątkowski              | –                       | –                   |
| 37    | Mateusz Wojciechowski    | Paulina Hennig-Kloska     | Tadeusz Tomaszewski           | Zbigniew Hoffmann            | Anna Bryłka            | Michał Kołodziejczak     | Marek Bąkowski                  | Artur Klamecki          | –                   |
| 38    | Beata Ott-Rodak          | Krzysztof Paszyk          | Dariusz Standerski            | Krzysztof Czarnecki          | Ziemowit Przebitkowski | Jakub Rutnicki           | Marta Woźniak-Hoffmann          | –                       | –                   |
| 39    | Tomasz Jeger             | Ewa Schädler              | Katarzyna Ueberhan            | Szymon Szynkowski vel Sęk    | Piotr Tuczyński        | Adam Szłapka             | –                               | –                       | –                   |
| 40    | Sebastian Tomczak        | Radosław Lubczyk          | Małgorzata Prokop-Paczkowska  | Czesław Hoc                  | Jan Adamczyk           | Bartosz Arłukowicz       | Paweł Salicki                   | –                       | –                   |
| 41    | Damian Stawikowski       | Jarosław Rzepa            | Dariusz Wieczorek             | Marek Gróbarczyk             | Marcin Bedka           | Sławomir Nitras          | Urszula Bagdzińska              | Ewa Rzeuska             | –                   |

| Okręg wyborczy | Nazwa Komitetu | Nazwa Komitetu           | Numer 1 na liście  |
| -------------- | -------------- | ------------------------ | ------------------ |
| 8              |                | Antypartia               | Janusz Maksymowicz |
| 18             |                | Ruch Naprawy Polski      | Nabil Malazi       |
| 21             |                | KWW Mniejszość Niemiecka | Ryszard Galla      |

## Lista kandydatów do Senatu
Poniższe zestawienie zostało opracowane na podstawie danych z serwisu informacyjnego PKW.
| Okręg | Prawo i Sprawiedliwość     | Koalicja Obywatelska         | Nowa Lewica                    | Trzecia Droga               | Konfederacja           | Bezpartyjni Samorządowcy | inni                                                                                       |
| ----- | -------------------------- | ---------------------------- | ------------------------------ | --------------------------- | ---------------------- | ------------------------ | ------------------------------------------------------------------------------------------ |
| Okręg |                            |                              |                                |                             |                        |                          |                                                                                            |
| 1     | Rafał Ślusarz              | –                            | Waldemar Witkowski             | –                           | –                      | Kamil Barczyk            | –                                                                                          |
| 2     | Krzysztof Mróz             | Marcin Zawiła                | –                              | –                           | –                      | Marek Obrębalski         | Damian Misztela (KWW) Robert Pawelczyk (Polska 2050) Patryk Straus (Nowa Demokracja – Tak) |
| 3     | Dorota Czudowska           | –                            | Małgorzata Sekuła-Szmajdzińska | –                           | Krzysztof Jasiński     | Tymoteusz Myrda          | –                                                                                          |
| 4     | Renata Wierzbicka          | Agnieszka Kołacz-Leszczyńska | –                              | –                           | Piotr Ludkowski        | –                        | –                                                                                          |
| 5     | Aleksander Szwed           | –                            | –                              | Paweł Gancarz               | Jan Pokrywka           | –                        | Andrzej Dyszewski (KWW) Sebastian Grzyb (Polska 2050)                                      |
| 6     | Jarosław Obremski          | –                            | –                              | Kazimierz Michał Ujazdowski | –                      | Michał Rado              | –                                                                                          |
| 7     | Marcin Krzyżanowski        | Grzegorz Schetyna            | –                              | –                           | –                      | Gaja Tyralska            | –                                                                                          |
| 8     | Małgorzata Calińska-Mayer  | Barbara Zdrojewska           | –                              | –                           | –                      | Jerzy Michalak           | –                                                                                          |
| 9     | Radosław Kempinski         | Andrzej Kobiak               | –                              | –                           | Krystyna Jarocka       | –                        | –                                                                                          |
| 10    | Mikołaj Bogdanowicz        | Ryszard Brejza               | –                              | –                           | Jarosław Latawiec      | Sławomir Szeliga         | Łukasz Wegner (KWW)                                                                        |
| 11    | Maria Mazurkiewicz         | Tomasz Lenz                  | –                              | –                           | –                      | –                        | –                                                                                          |
| 12    | Józef Ramlau               | –                            | –                              | Ryszard Bober               | Adam Rybiński          | –                        | Zbigniew Adamczyk (ZS)                                                                     |
| 13    | Józef Łyczak               | –                            | Krzysztof Kukucki              | –                           | Jakub Lisiecki         | Sławomir Skrodzki        | –                                                                                          |
| 14    | Stanisław Gogacz           | Jan Rajchel                  | –                              | –                           | Artur Pietras          | –                        | –                                                                                          |
| 15    | Grzegorz Czelej            | –                            | Stanisław Mazur                | –                           | Michał Wypych          | –                        | –                                                                                          |
| 16    | Lech Sprawka               | –                            | –                              | Jacek Trela                 | Mirosław Piotrowski    | –                        | Mieczysław Konarski (RNP) Marcin Nowak (KWW)                                               |
| 17    | Grzegorz Bierecki          | –                            | –                              | Marek Sulima                | –                      | –                        | –                                                                                          |
| 18    | Kamila Grzywaczewska       | –                            | –                              | –                           | Jolanta Duda           | –                        | Józef Zając (KWW)                                                                          |
| 19    | Jerzy Chróścikowski        | Marek Lipiec                 | –                              | –                           | Dariusz Zagdański      | Rafał Kowalik            | Arkadiusz Bratkowski (KWW) Marek Poznański (Nowa Demokracja – Tak)                         |
| 20    | Grzegorz Maćkowiak         | –                            | –                              | Mirosław Różański           | –                      | Rafał Adamczak           | –                                                                                          |
| 21    | –                          | Władysław Komarnicki         | –                              | –                           | –                      | Tomasz Jaskuła           | –                                                                                          |
| 22    | Tomasz Kłosowski           | –                            | –                              | –                           | –                      | –                        | Wadim Tyszkiewicz (KWW)                                                                    |
| 23    | Jan Tomaszewski            | Artur Dunin                  | –                              | –                           | –                      | –                        | –                                                                                          |
| 24    | Piotr Adamczyk             | –                            | –                              | –                           | Bogusław Ciupka        | –                        | Krzysztof Kwiatkowski (KWW)                                                                |
| 25    | Przemysław Błaszczyk       | –                            | –                              | Tadeusz Gajda               | Kamil Sobol            | Radosław Gajda           | Dariusz Pigłowski (RNP)                                                                    |
| 26    | Maciej Łuczak              | –                            | Marcin Karpiński               | –                           | Klaudia Domagała       | –                        | –                                                                                          |
| 27    | Michał Seweryński          | Dorota Ryl                   | –                              | –                           | Robert Szymczak        | –                        | –                                                                                          |
| 28    | Wiesław Dobkowski          | –                            | –                              | Marek Mazur                 | Marek Kwapisiewicz     | Marek Chrzanowski        | Małgorzata Janowska (PJJ)                                                                  |
| 29    | Rafał Ambrozik             | –                            | –                              | Józef Matysiak              | Andrzej Fąk            | Sylwester Kucharski      | Rafał Skiba (KWW)                                                                          |
| 30    | Andrzej Pająk              | –                            | –                              | Krzysztof Klęczar           | Dawid Łukajczyk        | –                        | Zbigniew Burzyński (WiS) Piotr Graczyk (KWW)                                               |
| 31    | Marek Pęk                  | Grzegorz Małodobry           | –                              | –                           | –                      | –                        | Wiesław Bator (WiS) Wojciech Ozdoba (Nowa Demokracja – Tak)                                |
| 32    | Zbigniew Cichoń            | Jerzy Fedorowicz             | –                              | –                           | –                      | –                        | –                                                                                          |
| 33    | Mateusz Małodziński        | Bogdan Klich                 | –                              | –                           | –                      | –                        | –                                                                                          |
| 34    | Włodzimierz Bernacki       | Adam Korta                   | –                              | –                           | Radosław Macoń         | –                        | Barłomiej Krzych (PJJ)                                                                     |
| 35    | Kazimierz Wiatr            | –                            | –                              | Stanisław Sorys             | Mirosław Poświatowski  | Józef Sztorc             | Dariusz Klich (PJJ)                                                                        |
| 36    | Jan Hamerski               | –                            | –                              | –                           | Krzysztof Chmura       | –                        | Bogusław Waksmundzki (KWW)                                                                 |
| 37    | Wiktor Durlak              | –                            | –                              | Stanisław Pasoń             | Jarosław Jakubowski    | Beata Kalisz             | –                                                                                          |
| 38    | Marek Martynowski          | –                            | –                              | Waldemar Pawlak             | Adam Matyszewski       | Sylwester Osiński        | –                                                                                          |
| 39    | Krzysztof Bieńkowski       | –                            | –                              | –                           | –                      | –                        | Jan Maria Jackowski (KWW) Gabriel Janowski (ZChR)                                          |
| 40    | Adam Lubiak                | Jolanta Hibner               | –                              | –                           | –                      | Urszula Krawczyk         | Robert Roguski (KWW)                                                                       |
| 41    | Barbara Socha              | –                            | –                              | Michał Kamiński             | Paweł Walo             | Łukasz Malczyk           | –                                                                                          |
| 42    | Wojciech Zabłocki          | Marek Borowski               | –                              | –                           | –                      | –                        | –                                                                                          |
| 43    | Alvin Gajadhur             | Małgorzata Kidawa-Błońska    | –                              | –                           | –                      | –                        | –                                                                                          |
| 44    | Alicja Żebrowska           | Adam Bodnar                  | –                              | –                           | –                      | –                        | –                                                                                          |
| 45    | Michał Grodzki             | –                            | Magdalena Biejat               | –                           | –                      | –                        | –                                                                                          |
| 46    | Robert Mamątow             | –                            | –                              | Grzegorz Nowosielski        | Adam Kasjaniuk         | –                        | Mirosław Augustyniak (KWW) Zbigniew Dąbrowski (Zjednoczeni) Bogusław Rogalski (ZChR)       |
| 47    | Maciej Górski              | –                            | –                              | –                           | –                      | Zbigniew Widelski        | –                                                                                          |
| 48    | Waldemar Kraska            | –                            | –                              | –                           | Paweł Więckowski       | –                        | Krzysztof Borkowski (KWW) Paweł Wyrzykowski (Zjednoczeni)                                  |
| 49    | Stanisław Karczewski       | –                            | –                              | Leszek Przybytniak          | –                      | –                        | Krzysztof Lechowski (KWW)                                                                  |
| 50    | Wojciech Skurkiewicz       | –                            | –                              | Cezary Brymora              | Jarosław Dąbrowski     | Jacek Nowak              | Beata Mnich (KWW)                                                                          |
| 51    | Jerzy Czerwiński           | Tadeusz Jarmuziewicz         | –                              | –                           | Zbigniew Fabijaniak    | –                        | –                                                                                          |
| 52    | Marcin Lorenc              | –                            | Piotr Woźniak                  | –                           | –                      | –                        | Henryk Lakwa (KWW MN)                                                                      |
| 53    | Grzegorz Peczkis           | Beniamin Godyla              | –                              | –                           | –                      | Herbert Czaja            | –                                                                                          |
| 54    | Janina Sagatowska          | –                            | –                              | Paweł Bartoszek             | Artur Burak            | –                        | –                                                                                          |
| 55    | Zdzisław Pupa              | –                            | Marek Paprocki                 | –                           | Jacek Ćwięka           | –                        | –                                                                                          |
| 56    | Józef Jodłowski            | Jolanta Kaźmierczak          | –                              | –                           | Krzysztof Mazur        | –                        | Krzysztof Gutkowski (KWW)                                                                  |
| 57    | Alicja Zając               | –                            | Stanisław Szałajko             | –                           | Janusz Serwiński       | Tomasz Legeny            | –                                                                                          |
| 58    | Mieczysław Golba           | Adam Woś                     | –                              | –                           | Dariusz Lasek          | Włodzimierz Bodnar       | Maria Drapak (KWW)                                                                         |
| 59    | Marek Komorowski           | –                            | –                              | Cezary Cieślukowski         | Adam Kiełczewski       | –                        | –                                                                                          |
| 60    | Mariusz Gromko             | –                            | –                              | Maciej Żywno                | Zbigniew Kasperczuk    | –                        | –                                                                                          |
| 61    | Anna Bogucka               | Sławomir Snarski             | –                              | –                           | Bartosz Malewski       | –                        | –                                                                                          |
| 62    | Samanta Nowińska           | Kazimierz Kleina             | –                              | –                           | Krzysztof Kropidłowski | –                        | –                                                                                          |
| 63    | Dariusz Drelich            | –                            | Anna Górska                    | –                           | Sławomir Butza         | –                        | Dariusz Męczykowski (KWW)                                                                  |
| 64    | Danuta Białooka-Kostenecka | Sławomir Rybicki             | –                              | –                           | –                      | –                        | –                                                                                          |
| 65    | Hubert Grzegorczyk         | Bogdan Borusewicz            | –                              | –                           | –                      | –                        | Artur Szostak (Polska Partia Piratów)                                                      |
| 66    | –                          | Ryszard Świlski              | –                              | –                           | Dominik Mazur          | –                        | Andrzej Kobylarz (KWW)                                                                     |
| 67    | Natalia Nitek-Płażyńska    | Leszek Czarnobaj             | –                              | –                           | Łukasz Kulecki         | Paweł Szajda             | –                                                                                          |
| 68    | Ryszard Majer              | –                            | –                              | Krzysztof Smela             | Monika Fajer           | Mariusz Spiechowicz      | Jarosław Lasecki (KWW)                                                                     |
| 69    | Monika Pohorecka           | –                            | Wojciech Konieczny             | –                           | Małgorzata Bieńkowska  | Marcin Maranda           | –                                                                                          |
| 70    | Łukasz Chmielewski         | –                            | –                              | –                           | –                      | –                        | Zygmunt Frankiewicz (KWW)                                                                  |
| 71    | –                          | Halina Bieda                 | –                              | –                           | –                      | –                        | Mariusz Wójtowicz (KWW) Stanisław Tymiński (ZS)                                            |
| 72    | –                          | Henryk Siedlaczek            | –                              | –                           | Konrad Makarewicz      | Ewa Gawęda               | Adam Pustelnik (Ślonzoki Razem)                                                            |
| 73    | Wojciech Piecha            | –                            | –                              | Piotr Masłowski             | Andrzej Fojcik         | –                        | Mirosław Małek (Polska 2050)                                                               |
| 74    | Danuta Sobczyk             | Gabriela Morawska-Stanecka   | –                              | –                           | Piotr Beck             | –                        | Leon Swaczyna (Ślonzoki Razem)                                                             |
| 75    | Piotr Czarnynoga           | –                            | –                              | –                           | Mateusz Ożóg           | –                        | Andrzej Dziuba (KWW)                                                                       |
| 76    | Arkadiusz Grabowski        | Beata Małecka-Libera         | –                              | –                           | Krystian Żelazny       | Tomasz Szotowski         | –                                                                                          |
| 77    | Jacek Dudek                | Joanna Sekuła                | –                              | –                           | –                      | Piotr Hałasik            | –                                                                                          |
| 78    | Jan Chrząszcz              | Agnieszka Gorgoń-Komor       | –                              | –                           | Cezary Czapiga         | –                        | Monika Socha-Czyż (ZChR)                                                                   |
| 79    | Andrzej Kalata             | –                            | Konrad Gołota                  | –                           | Daniel Flaka           | Beata Macura             | –                                                                                          |
| 80    | Leszek Piechota            | –                            | Maciej Kopiec                  | –                           | –                      | –                        | Jerzy Markowski (KWW)                                                                      |
| 81    | Jacek Włosowicz            | –                            | –                              | Edmund Kaczmarek            | Sławomir Szarek        | Jakub Kosiń              | Jerzy Kułaga (ZChR)                                                                        |
| 82    | Jarosław Rusiecki          | –                            | –                              | Piotr Dasios                | Michał Sokolnicki      | –                        | Elżbieta Komosa (RNP) Marek Materek (Nowa Demokracja – Tak)                                |
| 83    | Krzysztof Słoń             | –                            | Henryk Milcarz                 | –                           | Andrzej Rak            | Katarzyna Suchańska      | Robert Biernacki (PJJ) Marcin Bugajski (KWW)                                               |
| 84    | Łukasz Kochan              | Jerzy Wcisła                 | –                              | –                           | –                      | –                        | Justyna Masiewicz-Grodź (ZChR)                                                             |
| 85    | Bogusława Orzechowska      | –                            | –                              | Gustaw Marek Brzezin        | Michał Fiałkowski      | Paweł Dulski             | Tomasz Dąbrowski (Wolnościowcy)                                                            |
| 86    | Zbigniew Purpurowicz       | Ewa Kaliszuk                 | –                              | –                           | Janusz Prucnal         | –                        | Anna Orzechowska (WiS) Lidia Staroń (KWW)                                                  |
| 87    | Małgorzata Kopiczko        | Jolanta Piotrowska           | –                              | –                           | Artur Zalewski         | Mariola Kobus            | –                                                                                          |
| 88    | Janusz Kubiak              | Adam Szejnfeld               | –                              | –                           | Józef Kołos            | –                        | Justyna Przybył (Nowa Demokracja – Tak)                                                    |
| 89    | Danuta Nijaka              | –                            | –                              | Jan Filip Libicki           | Ryszard Oszmian        | –                        | –                                                                                          |
| 90    | Dorota Barełkowska         | Waldy Dzikowski              | –                              | –                           | –                      | –                        | –                                                                                          |
| 91    | Ewa Jemielity              | Rafał Grupiński              | –                              | –                           | –                      | –                        | –                                                                                          |
| 92    | Krzysztof Ostrowski        | –                            | –                              | Grzegorz Fedorowicz         | Michał Jurga           | –                        | Mirosław Piasecki (KWW) Dawid Przybylski (KWW)                                             |
| 93    | Leszek Galemba             | –                            | –                              | Anna Majda                  | Barbara Bilska         | Krystian Krawczyk        | –                                                                                          |
| 94    | Dorota Słowińska           | Wojciech Ziemniak            | –                              | –                           | Adam Gbiorczyk         | Sławomir Kryjom          | –                                                                                          |
| 95    | Łukasz Mikołajczyk         | Ewa Matecka                  | –                              | –                           | Piotr Piechowiak       | Manuela Michalak         | –                                                                                          |
| 96    | Andrzej Wojtyła            | Janusz Pęcherz               | –                              | –                           | Arkadiusz Ratajczyk    | Urszula Janczar          | Dawid Borowiak (KWW) Zdzisław Jankowski (NK) Grzegorz Sapiński (KWW)                       |
| 97    | Agnieszka Kurzawa          | Tomasz Grodzki               | –                              | –                           | –                      | –                        | –                                                                                          |
| 98    | Halina Szymańska           | Magdalena Kochan             | –                              | –                           | –                      | –                        | –                                                                                          |
| 99    | Barbara Aściukiewicz       | Janusz Gromek                | –                              | –                           | Mariusz Nagórski       | –                        | –                                                                                          |
| 100   | Andrzej Jakubowski         | Stanisław Gawłowski          | –                              | –                           | Marcin Sychowski       | Iwona Maliszewska        | Jan Kuriata (KWW) Marek Łagocki (KWW)                                                      |

## Debaty przedwyborcze
| Data            | Organizator      | Prowadzący                                 | Temat(-y) | Przedstawiciele komitetów wyborczych | Przedstawiciele komitetów wyborczych | Przedstawiciele komitetów wyborczych | Przedstawiciele komitetów wyborczych | Przedstawiciele komitetów wyborczych | Przedstawiciele komitetów wyborczych | Przypisy |
| Data            | Organizator      | Prowadzący                                 | Temat(-y) | BS                                   | TD                                   | NL                                   | PiS                                  | Konfederacja                         | KO                                   | Przypisy |
| --------------- | ---------------- | ------------------------------------------ | --- | ------------------------------------ | ------------------------------------ | ------------------------------------ | ------------------------------------ | ------------------------------------ | ------------------------------------ | -------- |
| Data            | Organizator      | Prowadzący                                 | Temat(-y) |                                      |                                      |                                      |                                      |                                      |                                      | Przypisy |
| 3 września      | TVN24            | Grzegorz Kajdanowicz                       | kwestia emerytur, prawa kobiet i osób LGBT, rozliczenie ośmiu lat rządów PiS-u, pierwsze projekty ustaw w nowym Sejmie           |                                      | P. Hennig-Kloska                     | D. Standerski                        |                                      | P. Wipler                            | A. Domański                          | [ 29 ]   |
| 10 września     | TVN24            | Anita Werner                               | inflacja, afera wizowa, bezpieczeństwo energetyczne                                                                              |                                      | W.T. Bartoszewski                    | A. Szejna                            |                                      | K. Kamiński                          | P. Kowal                             | [ 30 ]   |
| 17 września     | TVN24            | Piotr Marciniak                            | inflacja, afera wizowa, bezpieczeństwo energetyczne                                                                              | J. Szczepański                       | G. Kardas                            | M. Zawisza                           |                                      | M. Wawer                             | K. Lubnauer                          | [ 31 ]   |
| 24 września     | TVN24            | Monika Olejnik                             | sposoby na realizację swoich obietnic wyborczych, aborcja, polsko-ukraińskie napięcia na tle kryzysu zbożowego oraz afera wizowa | U.B. Krawczyk                        | B. Żelazowska                        | A.M. Żukowska                        |                                      | E. Zajączkowska-Hernik               | A. Gajewska                          | [ 32 ]   |
| 9 października  | Telewizja Polska | Michał Rachoń, Anna Bogusiewicz-Grochowska | migracja, prywatyzacja, wiek emerytalny, bezpieczeństwo, bezrobocie, świadczenia społeczne                                       | K. Maj                               | S. Hołownia                          | J. Scheuring-Wielgus                 | M. Morawiecki                        | K. Bosak                             | D. Tusk                              | [ 33 ]   |
| 9 października  | Polsat News      | Agnieszka Gozdyra                          | polityka społeczna | J. Szczepański                       | I. Raś                               | K. Kotula                            | M. Maląg                             | E. Zajączkowska-Hernik               | M. Okła-Drewnowicz                   | [ 34 ]   |
| 10 października | Polsat News      | Marcin Fijołek                             | polityka zagraniczna | D. Kacprzak                          | P. Zalewski                          | A. Szejna                            | R. Fogiel                            | A. Bryłka                            | P. Kowal                             | [ 35 ]   |
| 11 października | Polsat News      | Wojciech Dąbrowski                         | polityka bezpieczeństwa | K. Suchańska                         | M. Różański                          | K. Gawkowski                         | W. Skurkiewicz                       | M. Wawer                             | B. Sienkiewicz                       | [ 36 ]   |
| 12 października | Polsat News      | Grzegorz Jankowski                         | polityka migracyjna | T. Myrda                             | W.T. Bartoszewski                    | K. Śmiszek                           | S. Szynkowski vel Sęk                | K. Bosak                             | M. Kierwiński                        | [ 37 ]   |

## Głosowanie, frekwencja i wyniki wyborów

### Wyniki wyborów do Sejmu RP
| Komitet wyborczy | Komitet wyborczy                                                           | Głosy      | Głosy  | Głosy | Mandaty | Mandaty | Mandaty |
| Komitet wyborczy | Komitet wyborczy                                                           | Liczba     | %      | +/−   | Liczba  | +/−     | %       |
| ---------------- | -------------------------------------------------------------------------- | ---------- | ------ | ----- | ------- | ------- | ------- |
|                  | Prawo i Sprawiedliwość                                                     | 7 640 854  | 35,38  | 8,21  | 194     | 41      | 42,17   |
|                  | KKW Koalicja Obywatelska PO .N iPL Zieloni                                 | 6 629 402  | 30,70  | 3,30  | 157     | 23      | 34,13   |
|                  | KKW Trzecia Droga Polska 2050 Szymona Hołowni – Polskie Stronnictwo Ludowe | 3 110 670  | 14,40  | 5,85  | 65      | 35      | 14,13   |
|                  | Nowa Lewica                                                                | 1 859 018  | 8,61   | 3,95  | 26      | 23      | 5,65    |
|                  | Konfederacja Wolność i Niepodległość                                       | 1 547 364  | 7,16   | 0,35  | 18      | 7       | 3,91    |
|                  |                                                                            |            |        |       |         |         |         |
|                  | Bezpartyjni Samorządowcy                                                   | 401 054    | 1,86   | 1,08  | –       | –       | –       |
|                  | Polska Jest Jedna                                                          | 351 099    | 1,63   | –     | –       | –       | –       |
|                  | KWW Mniejszość Niemiecka                                                   | 25 778     | 0,12   | 0,05  | –       | 1       | –       |
|                  | KWW Ruchu Dobrobytu i Pokoju                                               | 24 850     | 0,12   | –     | –       | –       | –       |
|                  | Normalny Kraj                                                              | 4 606      | 0,02   | –     | –       | –       | –       |
|                  | Antypartia                                                                 | 1 156      | 0,01   | –     | –       | –       | –       |
|                  | Ruch Naprawy Polski                                                        | 823        | 0,00   | –     | –       | –       | –       |
|                  |                                                                            |            |        |       |         |         |         |
| Ogółem           | Ogółem                                                                     | 21 596 674 | 100,00 | –     | 460     | –       | 100,00  |
| Głosy nieważne   | Głosy nieważne                                                             | 370 217    | 1,68   | 0,57  |         |         |         |
| Frekwencja       | Frekwencja                                                                 | 21 966 891 | 74,38  | 12,64 |         |         |         |

Posłowie Sejmu po wyborach 2023

Podział mandatów i rozkład procentowy poparcia w wyniku wyborów z uwzględnieniem podziału na późniejszą koalicję rządzącą w kolejności: ugrupowania rządowe, opozycja parlamentarna i pozaparlamentarna (komitety, które nie przekroczyły 1% poparcia w skali kraju, potraktowano zbiorczo):

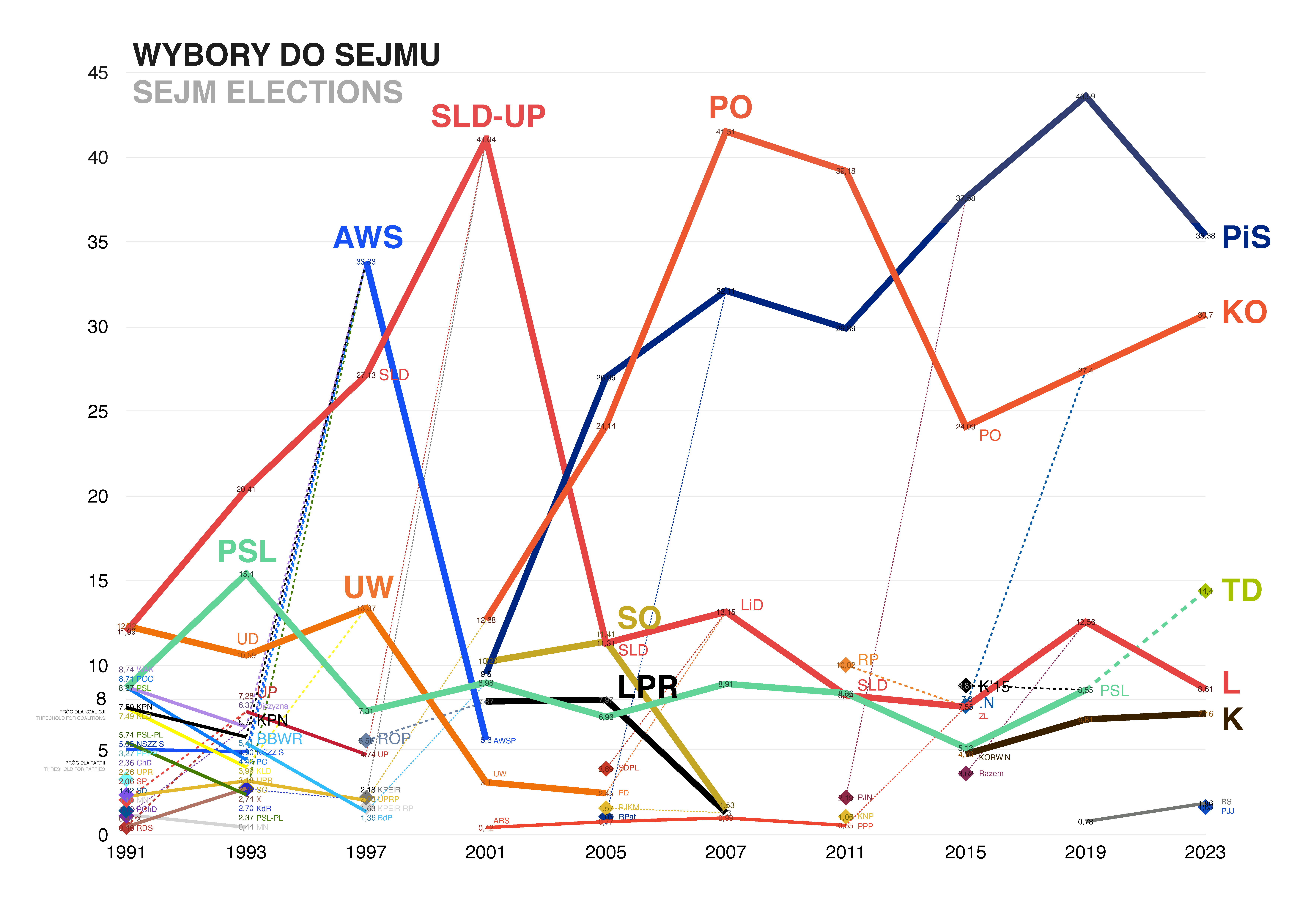
Wyniki wyborów do Sejmu 1991–2023

|     |    |    |     |       |
| ↓   |    |    |     |       |
| 157 | 65 | 26 | 194 | 18    |
| KO  | TD | NL | PiS | Konf. |

|    |    |    |     |       |  |  |  |  |
|    |    |    |     |       |  |  |  |  |
| KO | TD | NL | PiS | Konf. |  |  |  |  |

#### Wyniki głosowania w skali okręgów
Wszystkie dane wyrażono w procentach
| Okręg  | Nazwa                |       |       |       |       |      |      |      |      | Frekwencja |
| Okręg  | Nazwa                | PiS   | KO    | TD    | NL    | KWiN | BS   | PJJ  | Inni | Frekwencja |
| ------ | -------------------- | ----- | ----- | ----- | ----- | ---- | ---- | ---- | ---- | ---------- |
| 1      | Legnica              | 34,80 | 33,78 | 10,75 | 9,51  | 6,33 | 3,34 | 1,49 | –    | 71,45      |
| 2      | Wałbrzych            | 33,34 | 37,17 | 12,13 | 7,98  | 6,02 | 1,80 | 1,57 | –    | 69,14      |
| 3      | Wrocław              | 26,66 | 36,94 | 13,74 | 11,35 | 6,98 | 2,89 | 1,44 | –    | 78,06      |
| 4      | Bydgoszcz            | 30,45 | 35,01 | 15,06 | 9,92  | 6,42 | 1,67 | 1,47 | –    | 73,04      |
| 5      | Toruń                | 34,06 | 29,52 | 15,68 | 11,25 | 6,37 | 1,44 | 1,25 | 0,42 | 70,52      |
| 6      | Lublin               | 45,48 | 20,32 | 15,87 | 5,72  | 8,38 | 1,60 | 2,30 | 0,35 | 72,97      |
| 7      | Chełm                | 50,75 | 17,40 | 13,04 | 5,62  | 7,79 | 2,08 | 2,83 | 0,48 | 67,30      |
| 8      | Zielona Góra         | 27,76 | 37,73 | 15,07 | 9,27  | 6,51 | 2,31 | 1,12 | 0,22 | 71,37      |
| 9      | Łódź                 | 26,82 | 41,07 | 11,89 | 12,22 | 5,57 | 1,23 | 1,20 | –    | 79,22      |
| 10     | Piotrków Trybunalski | 46,60 | 21,69 | 13,73 | 6,39  | 7,62 | 2,17 | 1,38 | 0,43 | 75,04      |
| 11     | Sieradz              | 41,46 | 25,89 | 14,50 | 7,73  | 6,82 | 1,62 | 1,45 | 0,52 | 74,47      |
| 12     | Kraków I             | 42,86 | 24,24 | 14,97 | 6,04  | 7,88 | 1,78 | 2,22 | –    | 75,20      |
| 13     | Kraków II            | 30,68 | 30,73 | 16,86 | 11,04 | 7,71 | 1,51 | 1,47 | –    | 80,04      |
| 14     | Nowy Sącz            | 53,73 | 16,10 | 11,58 | 3,18  | 8,73 | 2,49 | 4,18 | –    | 71,25      |
| 15     | Tarnów               | 48,67 | 17,02 | 18,64 | 4,00  | 7,99 | 1,38 | 2,30 | –    | 72,11      |
| 16     | Płock                | 44,11 | 22,40 | 17,07 | 6,52  | 6,52 | 2,03 | 1,35 | –    | 71,96      |
| 17     | Radom                | 48,68 | 20,96 | 13,98 | 5,34  | 7,31 | 1,71 | 1,53 | 0,50 | 74,41      |
| 18     | Siedlce              | 48,62 | 18,71 | 15,51 | 4,85  | 8,21 | 1,86 | 1,90 | 0,34 | 74,87      |
| 19     | Warszawa I           | 20,14 | 43,23 | 13,25 | 13,45 | 7,24 | 1,37 | 1,32 | –    | 86,65      |
| 20     | Warszawa II          | 31,74 | 35,23 | 15,06 | 7,06  | 7,06 | 2,27 | 1,59 | –    | 82,35      |
| 21     | Opole                | 31,26 | 33,59 | 12,74 | 7,24  | 6,49 | 1,57 | 1,74 | 5,37 | 66,55      |
| 22     | Krosno               | 54,70 | 15,85 | 13,79 | 4,47  | 8,62 | 2,07 | –    | 0,50 | 67,92      |
| 23     | Rzeszów              | 51,60 | 17,70 | 12,42 | 4,87  | 9,48 | 1,53 | 2,40 | –    | 71,42      |
| 24     | Białystok            | 42,39 | 20,84 | 18,86 | 4,84  | 9,79 | 1,16 | 1,64 | 0,47 | 70,30      |
| 25     | Gdańsk               | 25,20 | 41,70 | 14,70 | 9,41  | 6,23 | 1,44 | 1,32 | –    | 75,76      |
| 26     | Słupsk               | 29,24 | 37,91 | 13,59 | 8,33  | 7,21 | 1,62 | 2,10 | –    | 74,86      |
| 27     | Bielsko-Biała I      | 36,71 | 28,67 | 14,55 | 7,77  | 7,84 | 1,73 | 2,46 | 0,28 | 76,82      |
| 28     | Częstochowa          | 36,35 | 29,11 | 14,72 | 9,41  | 6,56 | 2,09 | 1,74 | –    | 74,24      |
| 29     | Katowice I           | 30,16 | 36,06 | 13,34 | 9,21  | 6,95 | 1,90 | 2,38 | –    | 71,47      |
| 30     | Bielsko-Biała II     | 38,06 | 29,98 | 12,45 | 6,84  | 8,00 | 2,27 | 2,40 | –    | 72,73      |
| 31     | Katowice II          | 30,88 | 36,79 | 13,27 | 8,46  | 6,70 | 1,80 | 2,10 | –    | 75,81      |
| 32     | Katowice III         | 29,74 | 30,30 | 9,85  | 21,60 | 5,69 | 1,45 | 1,37 | –    | 75,60      |
| 33     | Kielce               | 47,07 | 20,93 | 13,80 | 6,83  | 6,55 | 2,88 | 1,38 | 0,55 | 71,09      |
| 34     | Elbląg               | 35,20 | 31,87 | 15,40 | 8,11  | 6,54 | 1,44 | 1,12 | 0,33 | 67,64      |
| 35     | Olsztyn              | 32,33 | 33,07 | 16,11 | 8,09  | 6,93 | 1,98 | 1,48 | –    | 68,11      |
| 36     | Kalisz               | 35,85 | 28,58 | 16,16 | 8,52  | 6,98 | 2,39 | 1,52 | –    | 73,72      |
| 37     | Konin                | 38,69 | 23,99 | 16,63 | 9,48  | 6,97 | 2,35 | 1,38 | 0,51 | 73,26      |
| 38     | Piła                 | 29,11 | 34,87 | 17,66 | 7,84  | 6,87 | 1,91 | 1,74 | –    | 73,13      |
| 39     | Poznań               | 19,57 | 44,09 | 16,54 | 12,31 | 5,90 | 1,59 | –    | –    | 83,25      |
| 40     | Koszalin             | 31,36 | 38,69 | 12,35 | 8,72  | 6,02 | 1,63 | 1,24 | –    | 69,48      |
| 41     | Szczecin             | 28,79 | 40,13 | 12,62 | 9,39  | 5,94 | 1,62 | 1,12 | 0,39 | 73,17      |
| Polska | Polska               | 35,38 | 30,70 | 14,40 | 8,61  | 7,16 | 1,86 | 1,63 | 0,27 | 74,38%     |

Wyniki głosowania
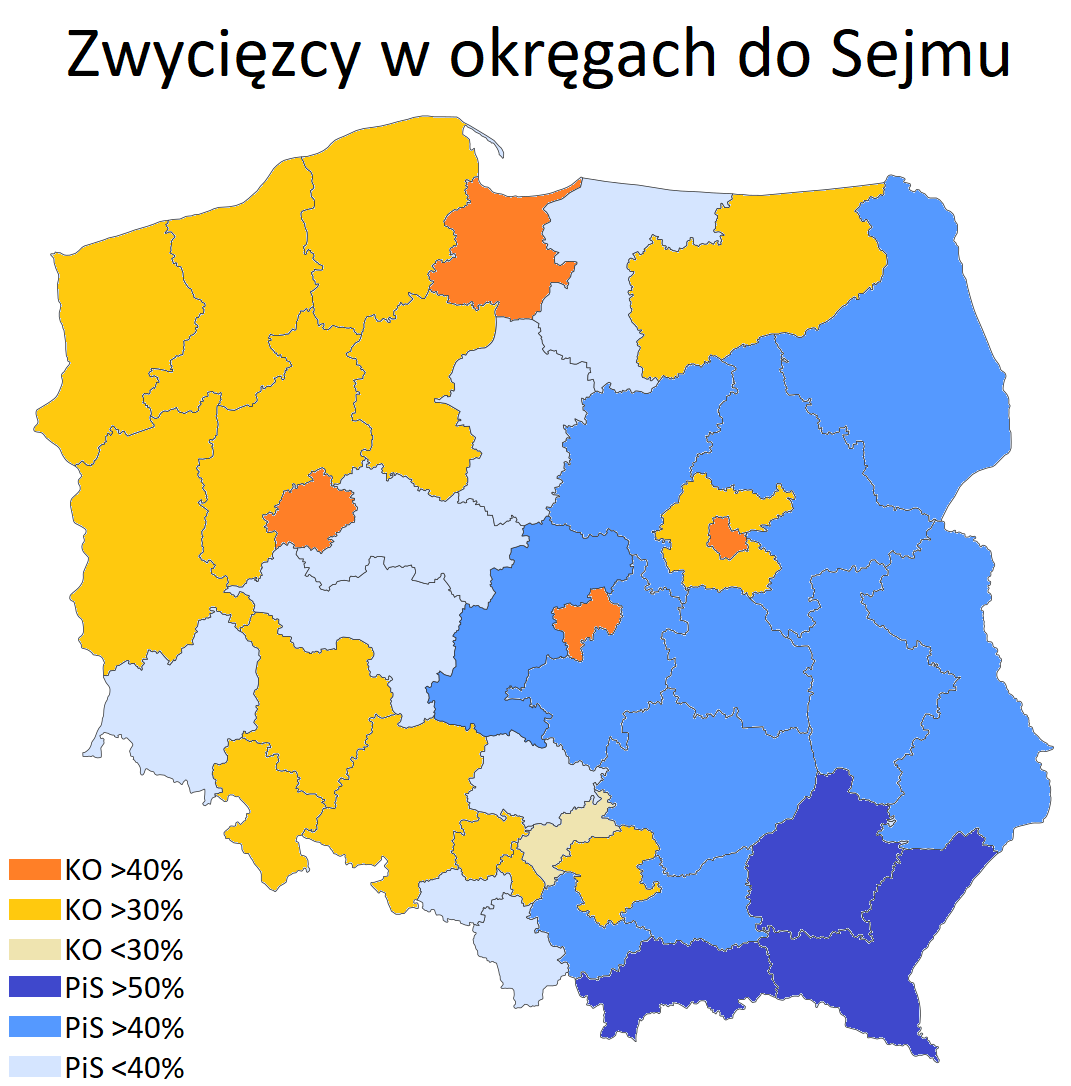
Zwycięzcy w okręgach wyborczych
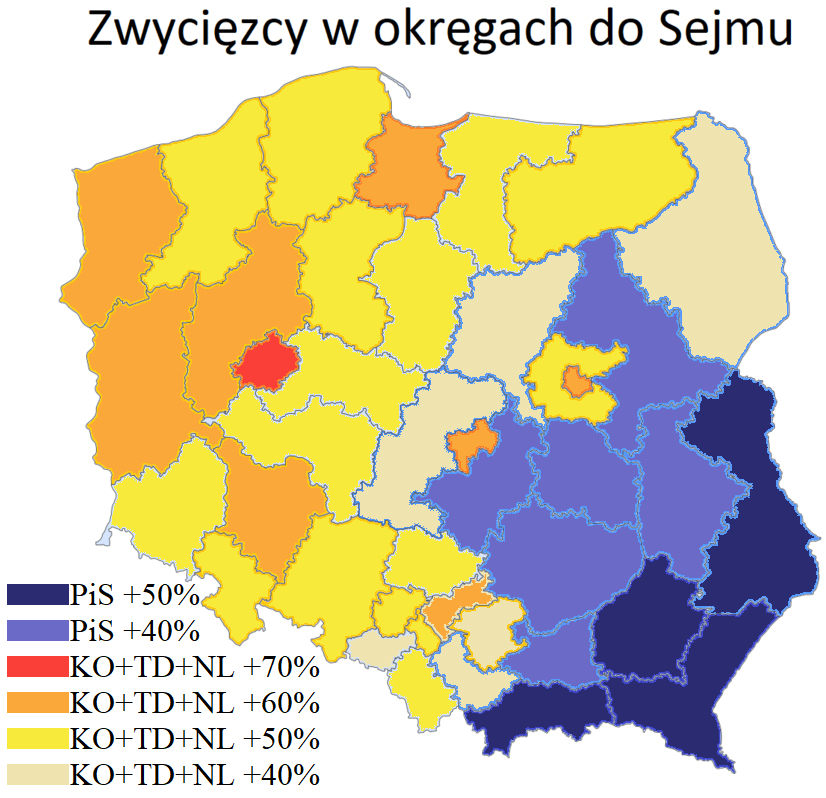
Zwycięzcy w okręgach wyborczych przy łącznym zliczeniu wyników komitetów opozycji (KO, TD i NL).
Zwycięzcy w powiatach
Zwycięzcy w gminach

Wyniki głosowania na poszczególne partie w okręgach
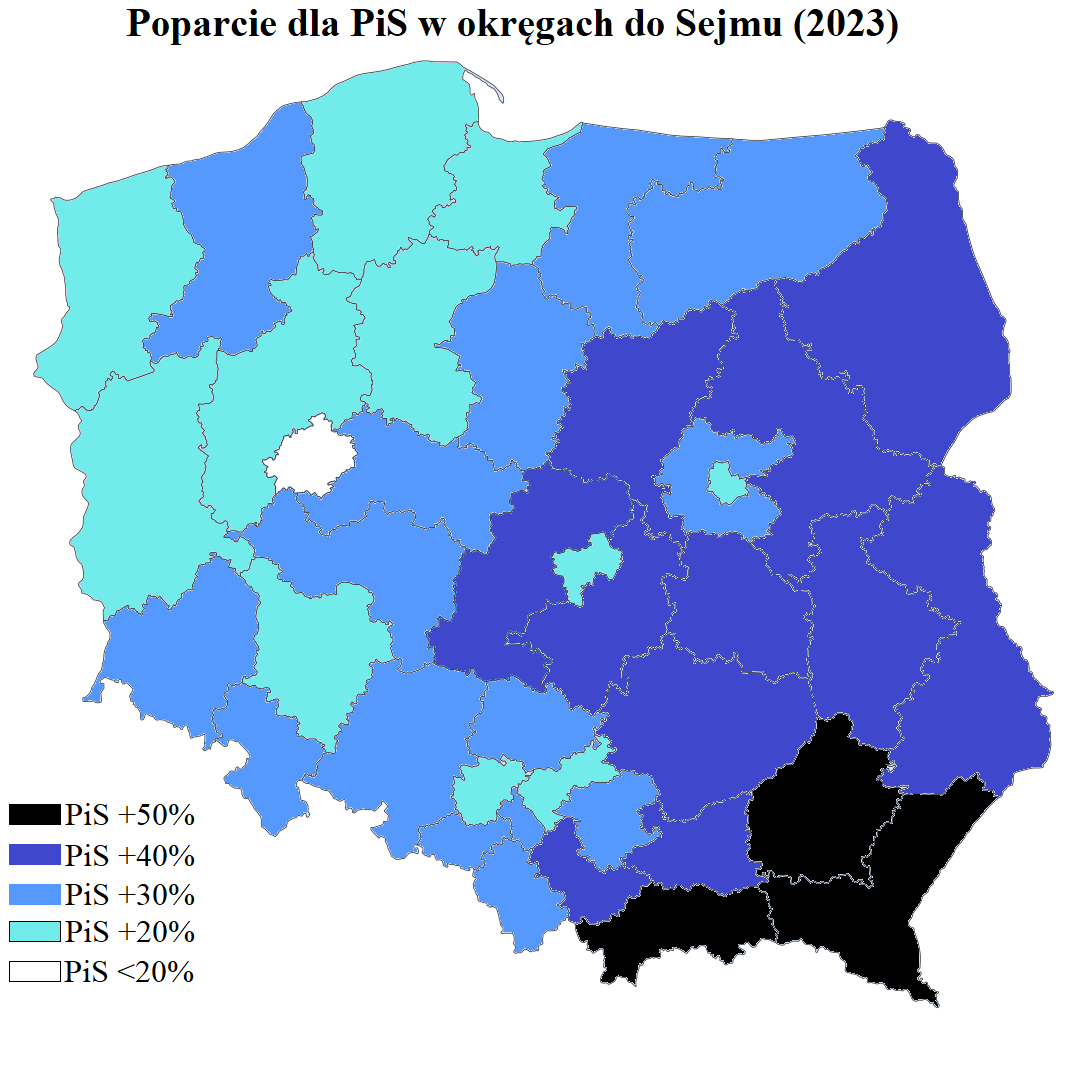
Poparcie Prawa i Sprawiedliwości
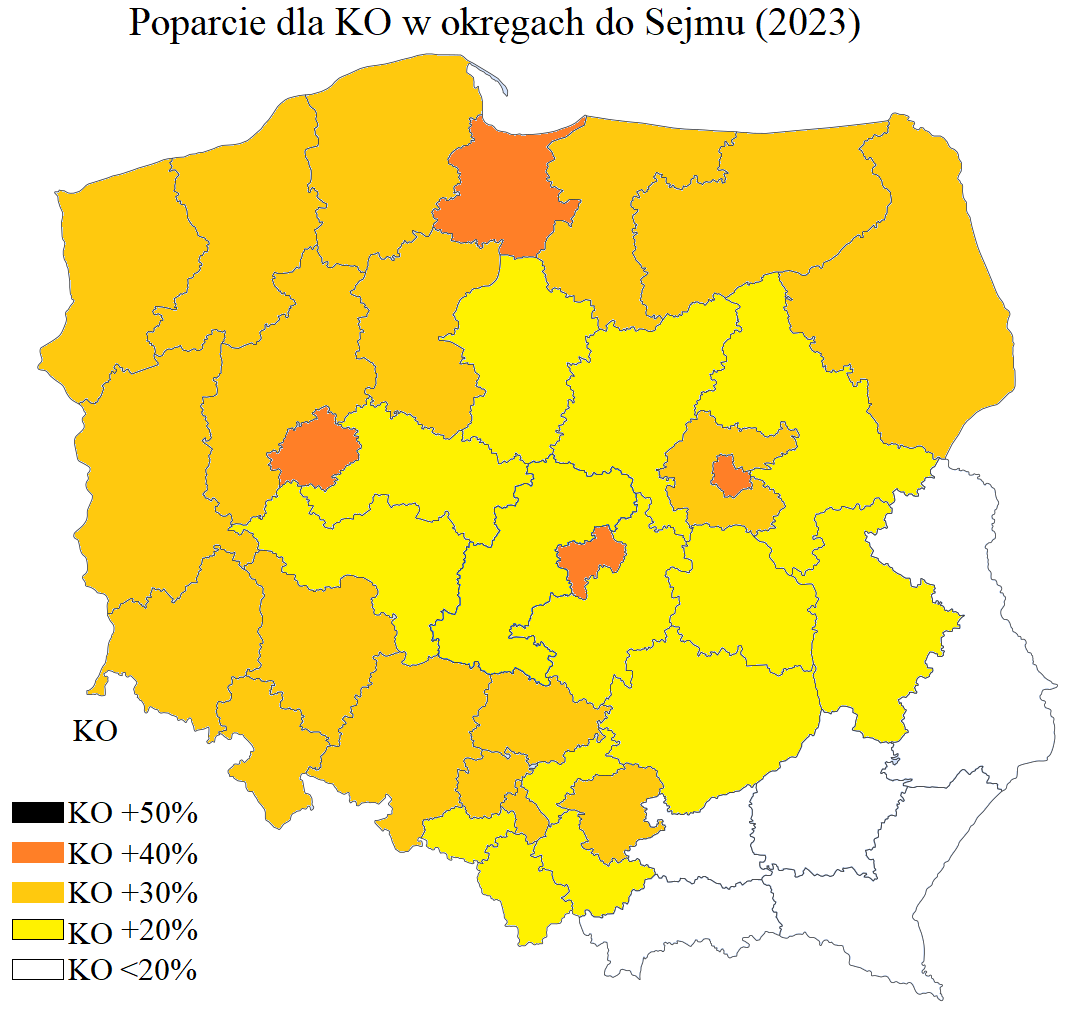
Poparcie Koalicji Obywatelskiej
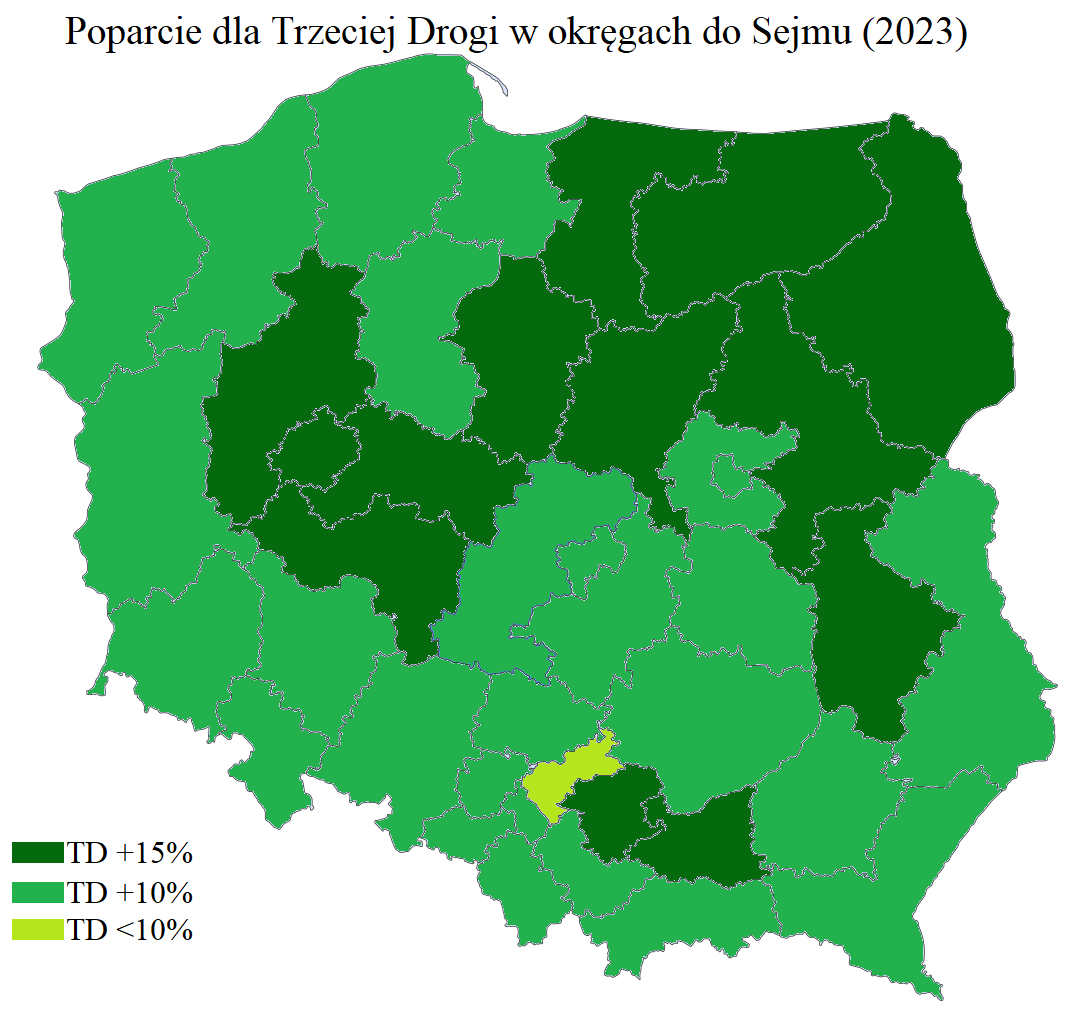
Poparcie Trzeciej Drogi
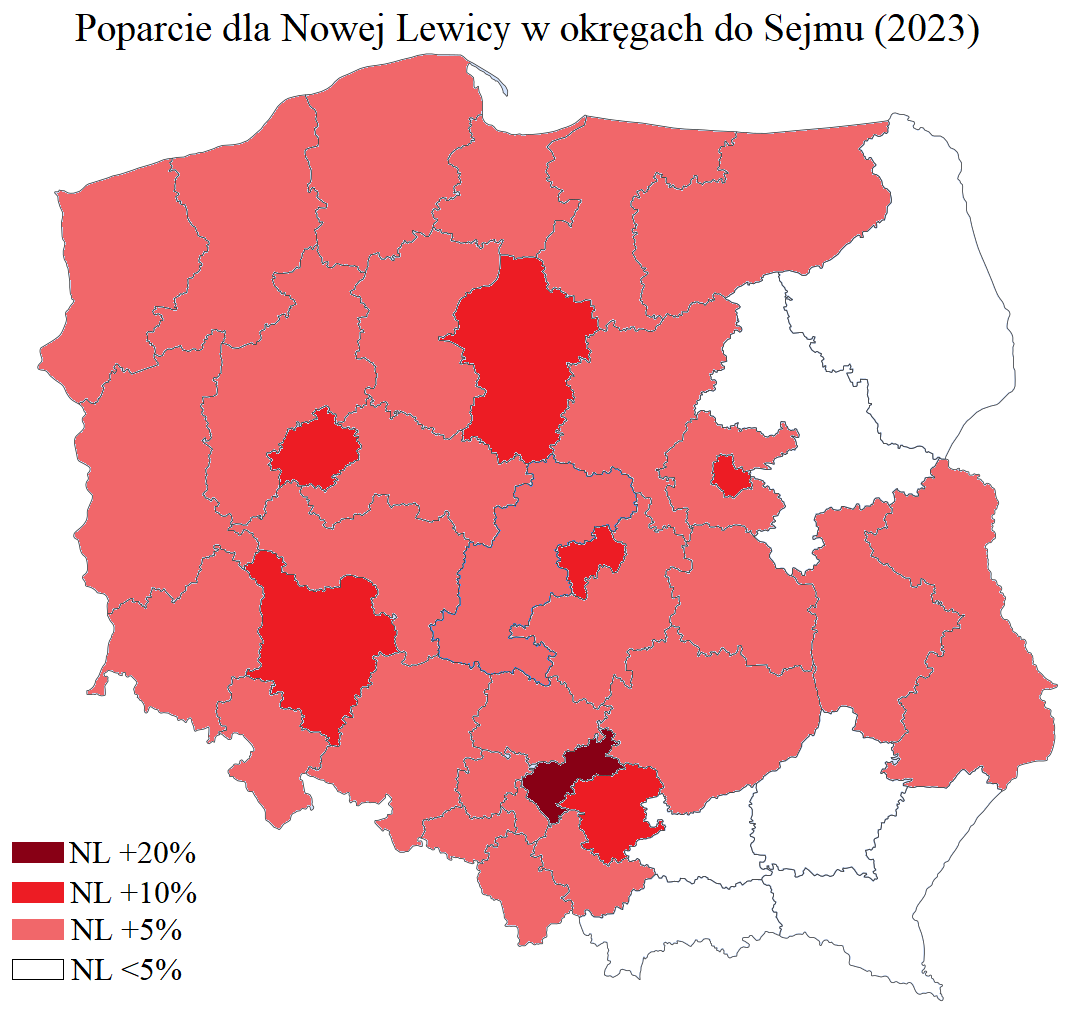
Poparcie Nowej Lewicy
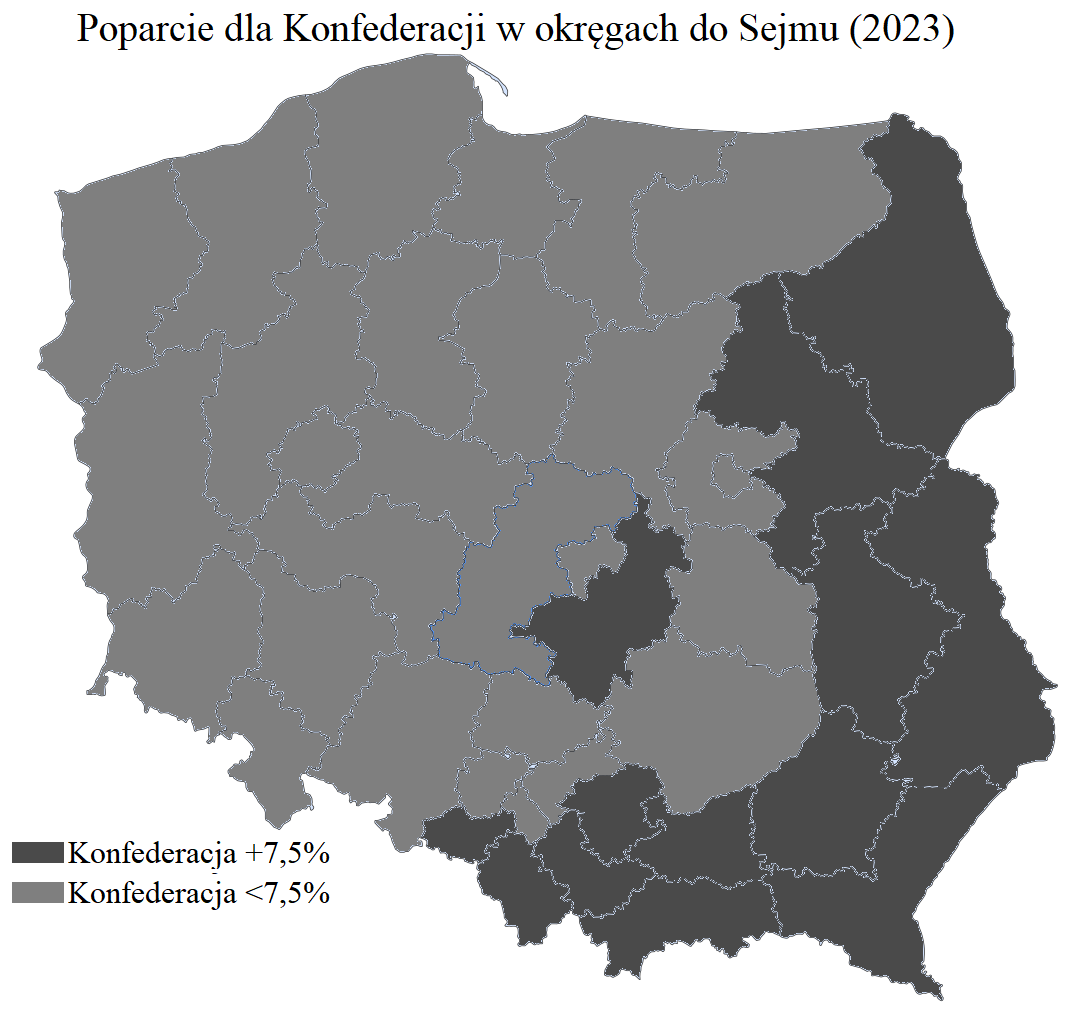
Poparcie Konfederacji Wolność i Niepodległość

#### Podział mandatów w skali okręgów

Podział mandatów w okręgach

| Okręg  | Nazwa                |     |     |    |    |      | Łącznie |
| Okręg  | Nazwa                | PiS | KO  | TD | NL | KWiN | Łącznie |
| ------ | -------------------- | --- | --- | -- | -- | ---- | ------- |
| 1      | Legnica              | 5   | 5   | 1  | 1  | –    | 12      |
| 2      | Wałbrzych            | 3   | 4   | 1  | –  | –    | 8       |
| 3      | Wrocław              | 4   | 6   | 2  | 1  | 1    | 14      |
| 4      | Bydgoszcz            | 4   | 5   | 2  | 1  | –    | 12      |
| 5      | Toruń                | 5   | 4   | 2  | 1  | 1    | 13      |
| 6      | Lublin               | 8   | 3   | 2  | 1  | 1    | 15      |
| 7      | Chełm                | 7   | 2   | 2  | –  | 1    | 12      |
| 8      | Zielona Góra         | 4   | 5   | 2  | 1  | –    | 12      |
| 9      | Łódź                 | 3   | 5   | 1  | 1  | –    | 10      |
| 10     | Piotrków Trybunalski | 6   | 2   | 1  | –  | –    | 9       |
| 11     | Sieradz              | 6   | 3   | 2  | 1  | –    | 12      |
| 12     | Kraków I             | 5   | 2   | 1  | –  | –    | 8       |
| 13     | Kraków II            | 5   | 5   | 2  | 1  | 1    | 14      |
| 14     | Nowy Sącz            | 6   | 2   | 1  | –  | 1    | 10      |
| 15     | Tarnów               | 5   | 2   | 2  | –  | –    | 9       |
| 16     | Płock                | 5   | 3   | 2  | –  | –    | 10      |
| 17     | Radom                | 6   | 2   | 1  | –  | –    | 9       |
| 18     | Siedlce              | 7   | 2   | 2  | –  | 1    | 12      |
| 19     | Warszawa I           | 4   | 9   | 3  | 3  | 1    | 20      |
| 20     | Warszawa II          | 4   | 4   | 2  | 1  | 1    | 12      |
| 21     | Opole                | 4   | 5   | 1  | 1  | 1    | 12      |
| 22     | Krosno               | 7   | 2   | 1  | –  | 1    | 11      |
| 23     | Rzeszów              | 9   | 3   | 2  | –  | 1    | 15      |
| 24     | Białystok            | 7   | 3   | 3  | –  | 1    | 14      |
| 25     | Gdańsk               | 3   | 6   | 2  | 1  | –    | 12      |
| 26     | Słupsk               | 4   | 6   | 2  | 1  | 1    | 14      |
| 27     | Bielsko-Biała I      | 4   | 3   | 1  | –  | 1    | 9       |
| 28     | Częstochowa          | 3   | 3   | 1  | –  | –    | 7       |
| 29     | Katowice I           | 3   | 4   | 1  | 1  | –    | 9       |
| 30     | Bielsko-Biała II     | 4   | 3   | 1  | –  | 1    | 9       |
| 31     | Katowice II          | 4   | 5   | 1  | 1  | 1    | 12      |
| 32     | Katowice III         | 3   | 3   | 1  | 2  | –    | 9       |
| 33     | Kielce               | 8   | 4   | 2  | 1  | 1    | 16      |
| 34     | Elbląg               | 4   | 3   | 1  | –  | –    | 8       |
| 35     | Olsztyn              | 4   | 4   | 1  | 1  | –    | 10      |
| 36     | Kalisz               | 5   | 4   | 2  | 1  | –    | 12      |
| 37     | Konin                | 4   | 2   | 2  | 1  | –    | 9       |
| 38     | Piła                 | 3   | 4   | 2  | –  | –    | 9       |
| 39     | Poznań               | 2   | 5   | 2  | 1  | –    | 10      |
| 40     | Koszalin             | 3   | 4   | 1  | –  | –    | 8       |
| 41     | Szczecin             | 4   | 6   | 1  | 1  | –    | 12      |
| Polska | Polska               | 194 | 157 | 65 | 26 | 18   | 460     |

### Wyniki wyborów do Senatu RP

Zwycięzcy w poszczególnych okręgach w wyborach do Senatu RP

| Komitet wyborczy                     | Komitet wyborczy                                                           | Głosy      | Głosy  | Głosy | Mandaty | Mandaty | Mandaty |
| Komitet wyborczy                     | Komitet wyborczy                                                           | Liczba     | %      | +/−   | Liczba  | +/−     |         |
| ------------------------------------ | -------------------------------------------------------------------------- | ---------- | ------ | ----- | ------- | ------- | ------- |
|                                      | KKW Koalicja Obywatelska PO .N iPL Zieloni                                 | 6 187 295  | 28,91  | 6,75  | 41      | 2       |         |
|                                      | Prawo i Sprawiedliwość                                                     | 7 449 875  | 34,81  | 9,75  | 34      | 14      |         |
|                                      | KKW Trzecia Droga Polska 2050 Szymona Hołowni – Polskie Stronnictwo Ludowe | 2 642 360  | 11,50  | 5,78  | 11      | 8       |         |
|                                      | Nowa Lewica                                                                | 1 131 639  | 5,29   | 3,01  | 9       | 7       |         |
|                                      | KWW Zygmunt Frankiewicz – Pakt Senacki                                     | 157 032    | 0,73   | –     | 1       | –       |         |
|                                      | KWW Krzysztof Kwiatkowski – Pakt Senacki                                   | 139 690    | 0,65   | 0,21  | 1       |         |         |
|                                      | KWW Wadim Tyszkiewicz – Pakt Senacki                                       | 97 636     | 0,46   | 0,11  | 1       |         |         |
|                                      | KWW Andrzej Dziuba – Pakt Senacki                                          | 81 834     | 0,38   | –     | 1       | –       |         |
|                                      | KWW Józefa Zająca                                                          | 50 763     | 0,24   | –     | 1       | –       |         |
|                                      | Konfederacja Wolność i Niepodległość                                       | 1 443 836  | 6,75   | 5,96  | –       | –       |         |
|                                      | Bezpartyjni Samorządowcy                                                   | 1 049 919  | 4,91   | 3,09  | –       | –       |         |
|                                      | Nowa Demokracja – Tak                                                      | 95 691     | 0,45   | –     | –       | –       |         |
|                                      | KWW Mirosława Piaseckiego Kandydata na Senatora RP                         | 58 102     | 0,27   | –     | –       | –       |         |
|                                      | Polska Jest Jedna                                                          | 55 418     | 0,26   | –     | –       | –       |         |
|                                      | Zjednoczenie Chrześcijańskich Rodzin                                       | 51 206     | 0,24   | –     | –       | –       |         |
|                                      | Ślonzoki Razem                                                             | 50 274     | 0,23   | –     | –       | –       |         |
|                                      | Wolni i Solidarni                                                          | 42 956     | 0,20   | –     | –       | –       |         |
|                                      | KWW Porozumienie Obywatelskie                                              | 41 592     | 0,19   | –     | –       | –       |         |
|                                      | Polska 2050                                                                | 30 763     | 0,14   | –     | –       | –       |         |
|                                      | KWW Mniejszość Niemiecka                                                   | 29 390     | 0,14   | 0,13  | –       | –       |         |
|                                      | Związek Słowiański                                                         | 25 802     | 0,12   | 0,07  | –       | –       |         |
|                                      | KWW Ruchu Dobrobytu i Pokoju                                               | 20 672     | 0,10   | –     | –       | –       |         |
|                                      | Ruch Naprawy Polski                                                        | 15 236     | 0,07   | –     | –       | –       |         |
|                                      | Zjednoczeni                                                                | 13 422     | 0,06   | –     | –       | –       |         |
|                                      | Normalny Kraj                                                              | 2 177      | 0,01   | –     | –       | –       |         |
| Pozostałe komitety wyborcze partii   | Pozostałe komitety wyborcze partii                                         | 31 339     | 0,15   | –     | –       | –       |         |
| Pozostałe komitety wyborcze wyborców | Pozostałe komitety wyborcze wyborców                                       | 407 079    | 1,90   | –     | –       | –       |         |
|                                      |                                                                            |            |        |       |         |         |         |
| Ogółem                               | Ogółem                                                                     | 21 402 998 | 100,00 | –     | 100     | –       |         |
| Głosy nieważne                       | Głosy nieważne                                                             | 541 886    | 2,46   | 0,09  |         |         |         |
| Frekwencja                           | Frekwencja                                                                 | 21 944 884 | 74,31  | 12,57 |         |         |         |

Podział mandatów i rozkład procentowy poparcia w wyniku wyborów z uwzględnieniem podziału na późniejszą koalicję rządzącą w kolejności: ugrupowania rządowe, opozycja parlamentarna i pozaparlamentarna (komitety, które nie przekroczyły 1% poparcia w skali kraju, potraktowano zbiorczo):
|    |    |    |     |     |
| ↓  |    |    |     |     |
| 41 | 11 | 9  | 5   | 34  |
| KO | TD | NL | KWW | PiS |

|    |    |    |     |       |    |  |  |
|    |    |    |     |       |    |  |  |
| KO | TD | NL | PiS | Konf. | BS |  |  |

### Frekwencja
Do wzięcia udziału w głosowaniu uprawnionych było 29 532 595 osób. Frekwencja do godz. 12:00 wyniosła 22,59%, do godz. 17:00 – 57,54%, a ostateczna 74,38%. Najwyższą frekwencję odnotowano w województwie mazowieckim (79,27%), a najniższą w województwie opolskim (66,55%). Najniższą frekwencję odnotowano w gminie Bolesław (50,84%), a najwyższą w gminie Klwów (90,57%).

## Ważność wyborów
11 stycznia 2024 Izba Kontroli Nadzwyczajnej i Spraw Publicznych Sądu Najwyższego (nieuznawana przez Trybunał Sprawiedliwości Unii Europejskiej oraz przez trzy inne izby Sądu Najwyższego) uchwałą uznała wybory za ważne.